# 亚伯拉罕·林肯
亚伯拉罕·林肯（英語：Abraham Lincoln，1809年2月12日—1865年4月15日），美国政治人物、军事家、律师，是第16任美国总统（1861—1865年）。作为总统，林肯领导了美国经历南北战争。經由此戰，林肯维护了联邦的完整，废除奴隶制解放所有奴隸，增强联邦政府的权力，并推动经济的现代化。
林肯出生在肯塔基州的开垦家庭，在伊利诺伊州自学成才成为律師，在1830年代为伊利诺伊州众议院的輝格黨人，并在1840年代担任过一任国会议员。他试图通过银行、运河、铁路和关税来鼓励工厂的建设，从而推动快速现代化，并反对同墨西哥的战争。在1858年林肯与道格拉斯的辩论中，他表明反对扩张蓄奴制的立场，但在参议院选举中输给他的宿敌、民主党人史蒂芬·阿諾·道格拉斯。1860年，作为一个来自搖擺州的温和派，林肯获得共和黨的总统提名。在1860年美国总统选举中，林肯在美國南部趨於劣勢，但憑藉在美國北部的優勢，最终当选总统。其当选导致美國七个南部蓄奴州決定脱离联邦而建立美利堅聯盟國（“邦联”），起初林肯採取勸說的態度，但雙方在奴隶制问题上相當強硬，不存在任何让步或和解的空间，對此林肯考慮南下攻打邦聯，統一美國並解放奴隸。日后他被誉为“自由总统”而受到敬仰。
1861年4月12日，在邦联攻击萨姆特堡之后，美国北方終於团结起来，而林肯此时则開始着重于战争的军事和政治方面問題。他试图重新统一国家，并暂停人身保护令，不经审判逮捕并羁押了数千边缘州的分离派嫌疑者。1861年末，他化解了特伦特号邮轮事件，从而避免了英国的介入。他运用多种复杂的政治手段，其中最为重要的是1863年的《解放奴隸宣言》，以及用军队保护脱逃奴隶，鼓励边缘州将奴隶制非法化，并推动国会通过了美利坚合众国宪法第十三条修正案，彻底废除了奴隶制。林肯密切关注战争进程，尤其是在军事领袖的选择上，这其中就包括总司令尤利西斯·格兰特。他在战争策略上做出重要的决策，包括通过海军封锁破坏南方正常贸易、占领肯塔基和田纳西，以及通过炮舰控制南方的河流。他多次试图拿下邦联的首都里士满，每次失败便撤换将军，直至格兰特在1865年终于成功。
林肯对于每个州的政治问题有深刻的了解。他向战爭民主党人（支持北方）伸出援手，并在1864年美国总统选举中成功连任。作为共和党中的温和派领袖，林肯同时要面对希望对于南方更加严苛的激进共和党人、希望对南方更多让步的温和共和党人、对他充满憎恨的南方同情者以及计划刺杀他的分離主義者。在政治上，林肯使他们内斗并通过言辞的力量来感染美国民众。1863年的《蓋茲堡演說》成为美国坚持国家主义、共和主义、平等权利、自由和民主的象征性演说。林肯对于美國重建時期保持温和的态度，希望通过广泛和解迅速推动国家的统一。在邦联总司令羅伯特·E·李投降后的第六日，林肯被当时小有名气的演员和邦联同情者约翰·威尔克斯·布斯用枪暗杀身亡。

## 家庭与童年

### 早年生活

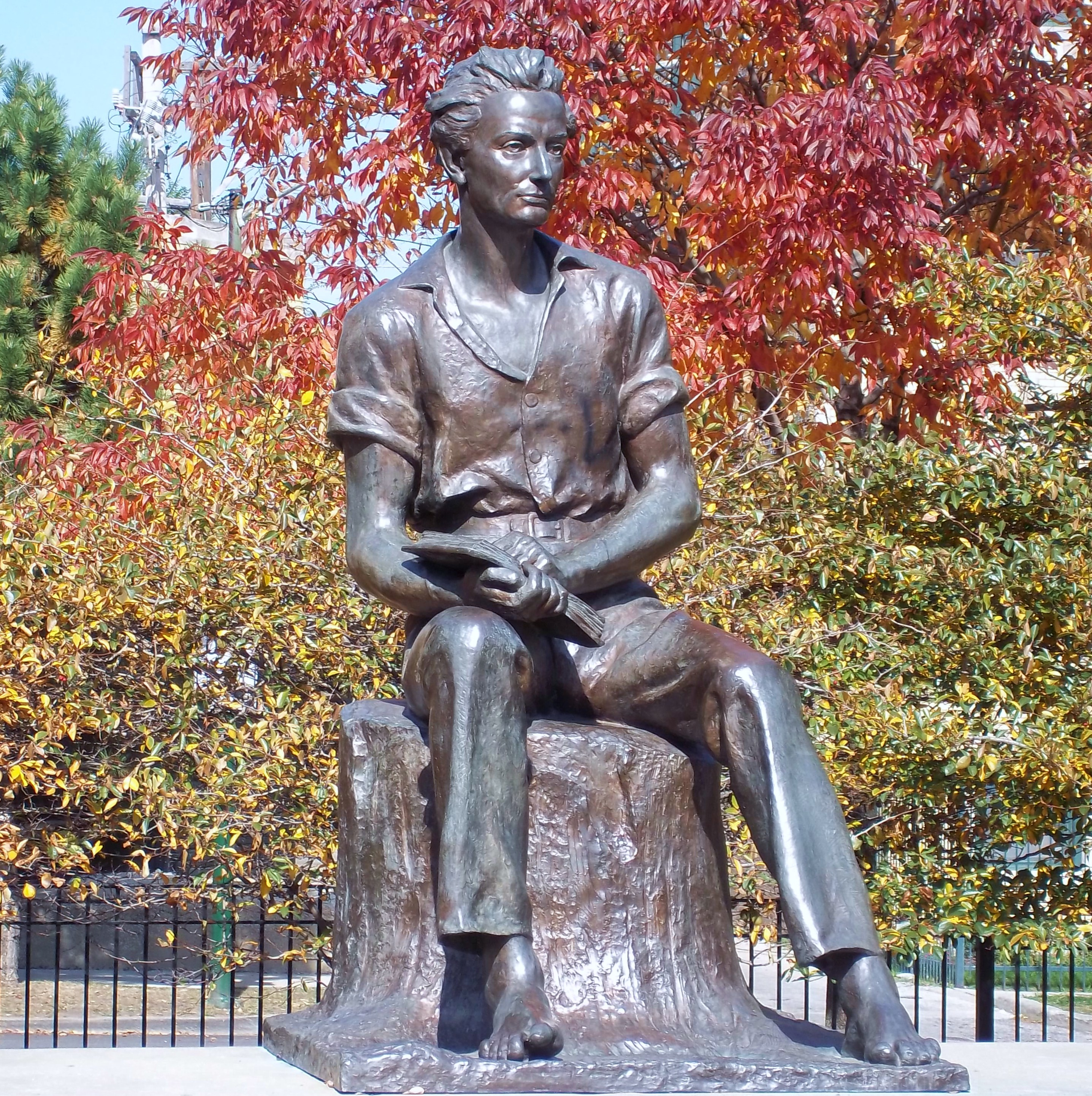
芝加哥塞恩公园的青年林肯像。

亚伯拉罕·林肯于1809年2月12日出生于肯塔基州哈丁县辛金斯普林斯农场（今位于拉鲁县）的一个单间小木屋里。他是父亲托马斯·林肯和母亲南希·林肯（原姓汉克斯）的次子。他的祖先萨缪尔·林肯在17世纪由英格兰诺福克郡来到美国马萨诸塞州的欣厄姆。林肯的爷爷（和他名字的由来）亚伯拉罕将家从弗吉尼亚搬到肯塔基，在1786年死于一次印第安人伏击中；他的孩子（其中包括林肯的父亲托马斯）亲眼看着他死去。托马斯便只得在边疆自力更生。
林肯的母亲南希是露西·汉克斯之女，出生于今西弗吉尼亚州米纳勒尔县（当时属弗吉尼亚州）。露西和南希一起迁移到肯塔基州。南希·汉克斯与当时备受尊敬的托马斯成婚。托马斯购买和租赁数个农场，其中包括诺布克里克农场。一家人参加一个分隔浸信会教会；这一教会的道德要求严格，反对性愛
、舞蹈和蓄奴。托马斯在肯塔基州有一定的地位，他参加陪审团、评估地产、参加奴隶巡逻队，以及看守囚犯。在他的儿子亚伯拉罕出生时，他已拥有15座600英畝（240公頃）大的农场、数块城镇土地、牲畜和马。他是本县最富有的人之一。然而在1816年，托马斯在地产所有权的官司中败诉，从而失去了他所有的土地。
根据威廉·恩森·林肯的《亚伯拉罕·林肯的家世》，林肯的母亲南希·汉克斯是约瑟夫·汉克斯和南希·希普利之女。
一家人向北越过俄亥俄河到了自由（非蓄奴）领土，在当时的印第安纳州佩里县（今斯潘塞县）开始新生活。林肯后来说这一举动的一部分动机与奴隶制有关，但主要原因还是土地所有权的问题。在印第安纳州，1818年林肯9岁时，母亲南希死于乳毒病，此后林肯的姐姐莎拉承担起照顾他的责任，直至父亲在1819年再娶；莎拉20多岁时死于流产。
托马斯·林肯的新任妻子是寡妇莎拉·布什·约翰斯顿，三个孩子的母亲。林肯与他的继母关系变得十分密切，并称呼她为“母亲”。青少年之前的林肯不喜欢边疆的苦力，在一段时间内，家中以及邻里的一些人认为他懒惰。而在进入青少年之后，林肯乐意地承担起家中男孩应当承担的杂务，并在建造栅栏的过程中成为熟练的斧子手。他受到一群恶棍领袖挑战摔跤比赛，而在这之后他也发展出强健和大胆的名声。
林肯顺从传统，将他在家之外工作的一切所得交给父亲，直至21岁。后来，他偶尔还借钱给父亲。林肯逐渐与他的父亲疏远了，部分原因是因为父亲缺乏教育。青年林肯的正式教育局限于近一年的由流动的老师教授的课程，此外他基本上自学成才，是十分热心的阅读者，时常寻觅村中的新书。他多次阅读《钦定版圣经》、伊索的《寓言》、班扬的《天路历程》、笛福的《鲁宾逊漂流记》以及富兰克林的《自传》。
1830年，由于担心俄亥俄河爆发乳毒病，林肯一家迁往西部，定居于伊利诺伊州（非蓄奴州）梅肯县迪凯特以西10英里处的公有土地上。1831年，托马斯将家庭迁至科尔斯县的一处新田产。此时22岁的林肯已经可以自主决策，雄心勃勃的他决定独立闯新路。他经桑加蒙河划船到桑加蒙县的新萨勒姆村。1831年，受新萨勒姆商人丹顿·奥福特的雇佣，他和朋友一同将货物由新萨勒姆经过桑加蒙河和密西西比河运送至新奥尔良。抵达新奥尔良之后他亲眼见识了奴隶制，然后徒步回家。

### 婚姻和子女
林肯的初戀情人是安·拉特利奇，在林肯初迁至新萨勒姆时相见；1835年，两人已经发展了关系，但并没有订婚。1835年8月25日她因病死去（较可能为伤寒），时年22岁。
1830年代初，林肯与自肯塔基来看望姊妹的玛丽·欧文斯相遇。1836年，林肯表示如果玛丽回到新萨勒姆，便将与她相配。同年11月，玛丽回到新萨勒姆，林肯也追求她一段时间；然而两人对于这段关系却都有一定疑虑。1837年8月16日，林肯写信给玛丽，表示如果玛丽选择结束关系，他将不会怪罪她。玛丽没有回信，这段关系也就此终结。
1840年，林肯与来自肯塔基州列克星敦一个富有奴隶主家庭的玛丽·托德订婚。两人于1839年12月在伊利诺伊州斯普林菲尔德相遇，并在次年12月订婚。
婚礼原定在1841年1月1日举行，但林肯解除婚约。后来他们两人在一次聚会上再次相遇，并最终于1842年11月4日在玛丽已婚姊妹的宅邸（位于斯普林菲尔德）成婚。林肯在准备婚礼时仍感到十分紧张，当旁人询问他要去哪里时，他回答：“我觉得是地狱。” 
1844年，夫妻二人在斯普林菲尔德林肯的律师所边买下一座房产。玛丽·托德负责持家，时常有亲戚或仆人帮助。1843年罗伯特·托德·林肯出生，1846年爱德华·贝克·林肯（埃迪）出生。林肯“非常喜爱孩子”，夫妻二人对自己的孩子也并不算严厉。
1850年1月1日，爱德华在斯普林菲尔德过世，死因可能是肺结核。1850年12月21日，“威利”·林肯出生，于1862年2月20日过世。林肯一家的第四子托马斯·“塔德”·林肯于1853年4月4日出生，1871年7月16日因心力衰竭死去，时年18岁。罗伯特是唯一活到成年并育有子女的，他的最后一代后裔，外孙罗伯特·托德·林肯·贝克维斯于1985年去世。
孩子的死亡对林肯夫妇的影响巨大。玛丽后来因孩子和丈夫的死深受折磨，1875年罗伯特短暂将她送进一所精神病院。亚伯拉罕·林肯本人则受到“忧郁”的困扰，这一状况现今被称作临床抑郁症。
林肯的岳父居住于肯塔基州列克星敦，他和托德家族的其他成员都拥有奴隶或进行奴隶贸易。林肯与托德家族关系颇为密切，时常和家人一起拜访列克星敦的托德庄园。林肯是个十分慈爱的丈夫和父亲，虽然时常无法同家人共处。

## 早期生涯和服役

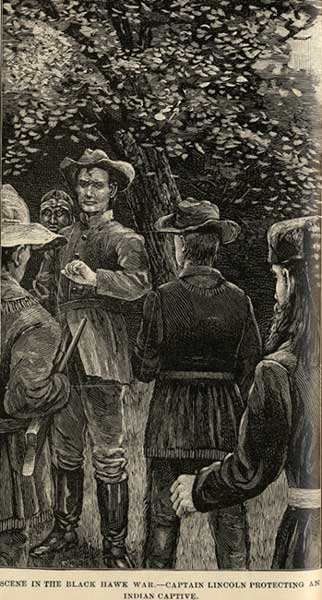
黑鹰战争中，林肯在自己的军人面前保护一个原住民。

1832年，23岁的林肯贷款买下新萨勒姆的一家小杂货店。虽然这一地区经济十分兴旺，这家店的经营状况却不好，林肯最终也将之出手。同年3月，林肯开始自己的政治生涯，试图参选伊利诺伊州议会。他在当地颇受欢迎，十分健谈，能够吸引听众，但缺乏教育、有权势的朋友和财力，这可能是他最终败北的原因。他试图推动改善桑加蒙河的航行条件。
在选举之前，林肯在黑鹰战争中为伊利诺伊州民兵服役，军衔至上尉。战后他继续为8月6日的议会选举造势。林肯身材高大強壯，能够“震慑任何对手”。在他的第一次演说时他见到自己的支持者被人攻击，于是他抓住此人的“脖子和裤脚”，将他丢了出去。最终在13名候选人中林肯仅名列第八（前四名当选），但他在新萨勒姆选区的300张选票中获得277张。
林肯在新萨勒姆担任邮政局长，后来成为县勘测员，并始终如饥似渴地阅读学习着。后来他决定成为一名律师，并通过阅读布莱克斯通的《英格兰法律评论》等法律书籍自学。林肯说“我不和其他人一起学习”来描述自己的学习方法。1834年，他第二次议会竞选获得成功；虽然他以辉格党人身份参选，许多民主党人相比一个更有权势的辉格党候选人，更愿意选择他。
1836年，林肯获得律师从业资格，并迁至伊利诺伊州的斯普林菲尔德，在玛丽·托德的堂兄弟约翰·T·斯图尔特处开始当律师。林肯成为了一名能干的且成功的律师，在盘问和最后陈述方面颇有名声。他在1841年至1844年与史蒂芬·T·洛根搭档，此后自立门户，同威廉·亨顿搭档。他称亨顿是个“努力好学的年轻人”。作为来自桑加蒙县的辉格党议员，他在伊利诺伊州众议院中连任四届。
在1835–36年立法会期中，林肯投票将投票权扩大到所有白人男性，不论是否拥有土地。他以“自由土壤”立场闻名，同时反对蓄奴制和废奴主义。1837年在第一次阐述自己的观点时，他说道：“奴隶制是建立于不公正和糟糕的政策之上的，但施行废奴主义却将增强而非缓和其罪恶。”他紧随亨利·克莱，支持美国殖民协会将获自由的奴隶定居至利比里亚的措施。

## 国会议员

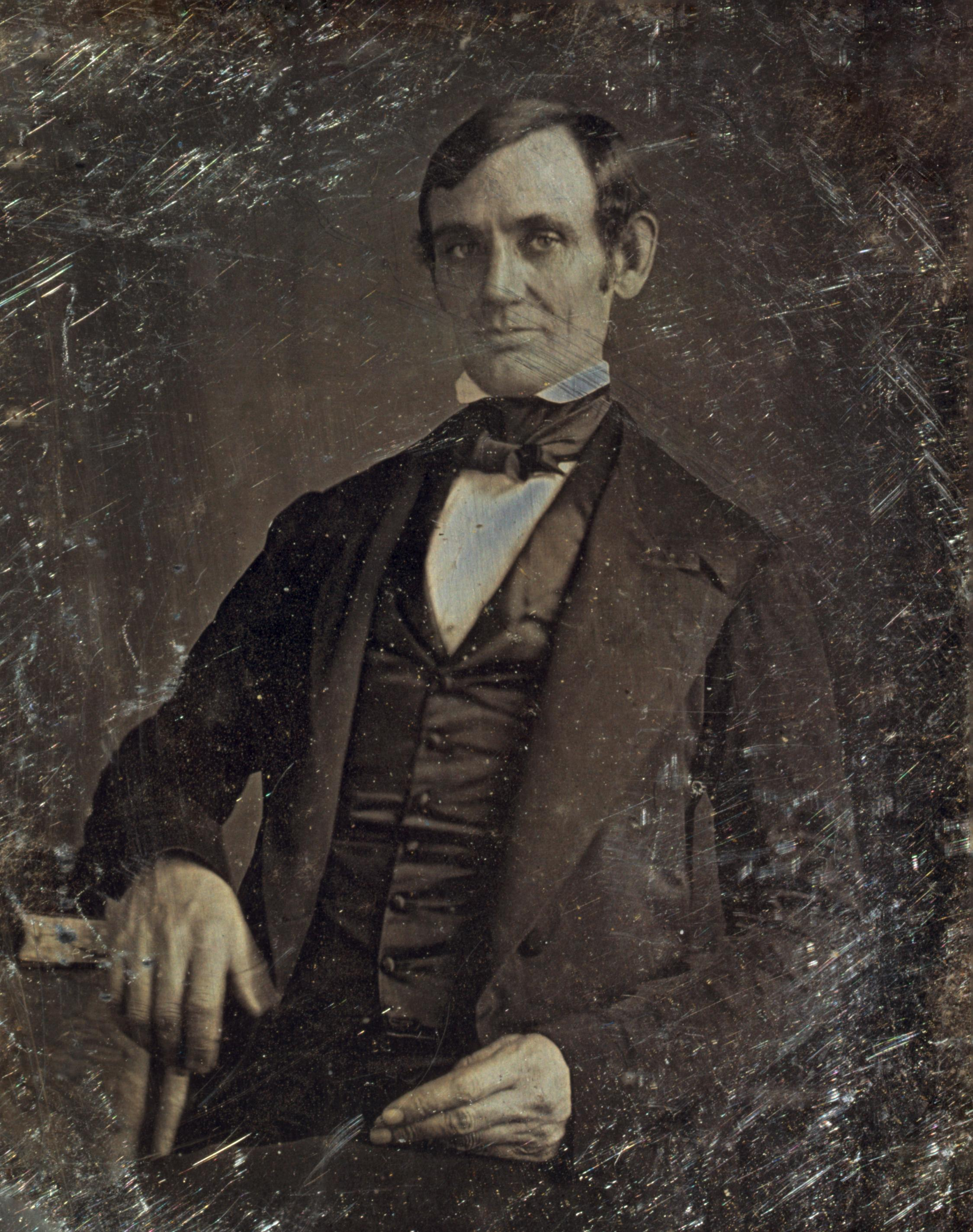
近40岁的林肯，美国众议院议员。照片为1846年林肯的法学学生所摄。

自1830年代初起，林肯便是坚定的辉格党人，他在1861年对友人说自己是“老派辉格党人，亨利·克莱的使徒”。辉格党以及林肯支持银行业现代化和保护性关税，以推动内部提升，如铁路建设，同时也支持城市化。
1846年，林肯当选美国众议院议员，并任一届（两年）。他是伊利诺伊州唯一的辉格党议员，对辉格党十分忠诚，参加几乎所有投票，演说也遵从辉格党的路线。林肯和废奴主义议员约书亚·R·吉丁斯一同起草法案，废除哥伦比亚特区内的蓄奴制，补偿奴隶主，加强捕捉逃奴的力度，并推动公民投票。这一法案无法吸引足够的辉格党支持者，因此他后来放弃了法案。
在外交政策和军事政策上，林肯反对美墨战争，称它是波尔克总统所追求的“军事荣誉——从血雨中升起的诱人彩虹”。他同时还支持《威尔莫特附件》，这一条款如果成立，将在美国从墨西哥夺取的领土内禁止奴隶制。
林肯坚定反对波尔克，起草并提出他的《点决议》。战争由墨西哥在争议土地上屠杀美军士兵开始，波尔克坚称墨西哥“入侵了我们的国家，在我们的土地上洒下我们人民的血。”林肯要求波尔克向国会说明究竟血被洒在哪一个点上，以及证明这个点是否位于美国的土地上。
国会从来没有通过这一决议，甚至没有讨论，国家报纸也完全无视它，这导致林肯在本选区失去政治支持。一份伊利诺伊州的报纸嘲弄地称他为“（污）点林肯”。林肯后来对于自己的一些言论感到后悔，尤其是他对总统开战权力的攻击。
林肯在1846年承诺只会在众议院任一届。他意识到克莱很难当选总统，于是决定在1848年美国总统选举的辉格党提名中支持扎卡里·泰勒将军。泰勒最终获胜，林肯希望能够成为地政事务办公室专员，但这一职位最终被交给了他来自伊利诺伊州的对手贾斯汀·巴特菲尔德。在政府的眼中巴特菲尔德是一名十分老练的律师，但在林肯的眼中他只是一块“老化石”。作为慰藉，政府希望他担任俄勒冈地区的区长。这一地区较为偏远，是民主党的要塞，且接受这一职位将意味着他在伊利诺伊州的法律和政治生涯的终结，因此林肯拒绝这一提名，继续从事法律事业。

## 大草原律师
林肯回到斯普林菲尔德继续从事法律，处理“一切大草原律师可能应对的事务”。在16年中，当县法庭开庭时，他会来到州中部地区的县首府，每一年来两次，每一次来10周。在美国西进的过程中，林肯处理许多与交通运输有关的案件，尤其是在新建铁路桥下运营河流驳船的矛盾冲突。曾经驾驶内河船的林肯一开始是同情驳船的，但最终还是代表雇主的利益；事实上，他后来在一艘运河船撞桥沉没的里程碑案件中代表一家桥公司应对一家船公司。1849年，林肯获得一项能帮助船在浅水中移动的漂浮装置的专利。这一發明最终没有被商业化，但林肯仍然是唯一一位拥有专利的总统。
1851年，林肯代表奥尔顿和桑加蒙铁路公司参与诉讼，缘由是公司股东詹姆斯·A·巴雷特以公司改变了原运行线路为由，拒绝按承诺购买股份。林肯抗辩道，铁路公司在巴雷特作出承诺时，早已不遵循最先的营业许可；这一许可已经根据公众利益修订了，提供更新、更好和更便宜的线路，由此公司仍然有要求巴雷特付款的权利。伊利诺伊州最高法院的最后裁定被全国许多法庭引用。林肯175次出现在伊利诺伊州最高法院上，其中51次为唯一诉讼律师，而在那之中有31次胜诉。从1853年至1860年，林肯的最大客户之一还包括伊利诺伊中央铁路。
林肯最著名的案件发生在1858年，当时他为被控谋杀詹姆斯·普雷斯顿·梅茨克的威廉·“达夫”·阿姆斯特朗辩护。在此案中，林肯利用由司法认知建立的一项事实，挑战目击者的可靠性。在对方目击者声称他亲眼在月光下目击谋杀之后，林肯拿出《农夫年历》，显示在那一时刻月亮角度较低，因此月光下的辨识度大减。根据这一证据，阿姆斯特朗被宣告无罪。
林肯鲜少在法庭上提出反对，但在1859年，林肯为自己的表兄弟，被控捅死人的皮奇·哈里森辩护時，愤怒地抗议法官拒绝采纳对于本方有利的证据。民主党法官并未如大家所想的一般，宣布林肯蔑视法庭，而是改变之前的决定，采纳先前的证据，并最终宣告哈里森无罪。

## 共和党政治，1854－1860年

### 奴隶制与“分争之家”

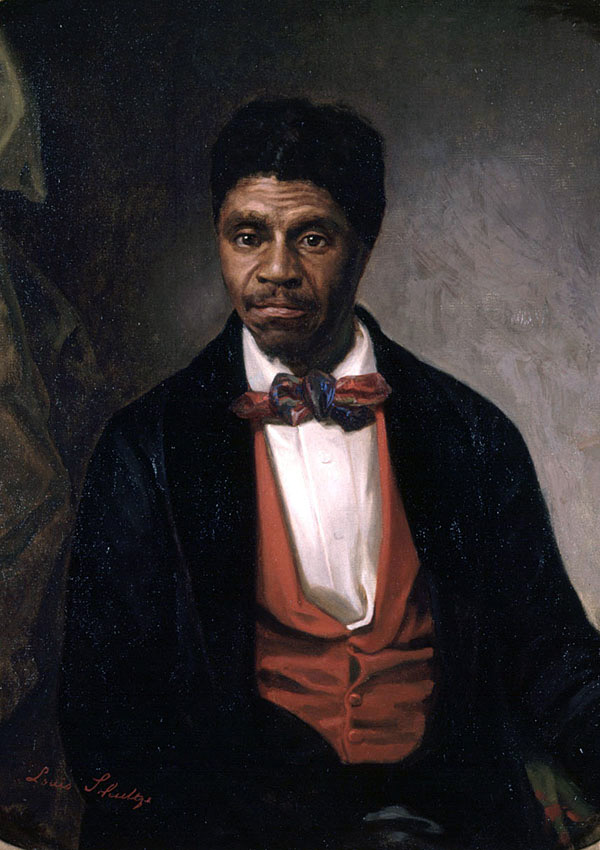
德雷德·斯科特肖像。林肯称最高法院在《斯科特诉桑福德案》中的决定是一项扩大奴隶制的阴谋。

到1850年代，奴隶制在美国南部仍然合法，而在北部州则逐渐被非法化，如伊利诺伊州。林肯反对奴隶制和将奴隶制扩展至西部的新领土。为了反对支持奴隶制的《堪萨斯-内布拉斯加法案》（1854年），他重回政治；这一法案废止先前限制奴隶制的《密苏里妥协》（1820年）。伊利诺伊州参议员史蒂芬·A·道格拉斯将“人民主权论”并入这一法案：他的条款规定定居者可以自由选择是否在新领土上采取奴隶制，而非将这一决定交由国会；林肯反对这一条款。
埃里克·福纳（2010年）对比废奴主义者和美国东北的激进共和党人（将奴隶制视为罪）与保守派共和党人（认为奴隶制的坏处在于其损害白人的利益并阻碍进步）。福纳认为林肯是一个身处中间的温和派，他反对奴隶制的原因是其违反国父们拟定的共和主义原则，尤其是在《独立宣言》中提到的所有人的平等和民主自治权利。
1854年10月16日，在他的《皮奥里亚演说》中，林肯公开自己对奴隶制的反对态度，并一直重申之直至他当选总统。他以自己的肯塔基口音，以强有力的声音发表演说，称堪萨斯法案中有“公开的中立，但我认为它必须是隐藏着真实的传播奴隶制的热情。我不由得憎恨它。我憎恨它，因为奴隶制本身便是巨大的不公。我憎恨它，是因为它使我们失去让我们的共和制在世界上发挥正义影响的资本。”
1854年末，林肯作为伊利诺伊州辉格党候选人竞选参议院议员。当时，参议员由州立法机关选举。在前六轮投票取得领先但始終無法取得過半之後，林肯以罕見的大度指示支持者將票投給立場相近的少數派莱曼·特伦布尔，而后者也最终击败他的对手乔尔·阿尔德里奇·马特森。辉格党已经为《堪萨斯-内布拉斯加法案》所分裂，其局面难以挽回。林肯写到：“我认为我是个辉格党人，但其他人却说并没有辉格党人一说；说我是一个废奴主义者，但我做的却仅仅是反对扩张奴隶制而已。”
于是在旧辉格党、自由土地党、自由党和民主党党员的基础上，林肯推动新的共和党的建立。在1856年共和党全国大会上，林肯在本党副总统候选人选票上排名第二。
1857年–1858年，道格拉斯同总统詹姆斯·布坎南决裂，导致民主党内部产生权力斗争。甚至有一些东部的共和党人都支持他连任参议员，原因是他当时主力反对《列康普顿宪法》，而这一宪法将使堪萨斯州成为蓄奴州。1857年3月，最高法院对《斯科特诉桑福德案》做出裁定：首席大法官罗杰·B·托尼认为黑人并非公民，因此不能从宪法中获得权利。林肯谴责这一裁决，并称它是民主党支持奴隶主权力的政治阴谋。他说：“独立宣言的起草者们本意绝不是‘人人在肤色、体型、智力、道德和社会能力上是平等的’，但他们的确认为‘人人生而平等——在不可剥夺的权利上是平等的，其中包括生命、自由和追求幸福的权利’。”
1858年，州共和党大会提名林肯参选参议院。林肯由马可福音3:25中汲取灵感，发表《分争之家演说》：“若一家自相分争，那家就站立不住。我认为这个政府不能在半奴隶半自由的状态下长存。我不希望这个联邦分崩离析——我不希望这个家灭顶颠覆——但我确实希望它结束分争。它将向两条迥然相异的方向发展。”这一演说描绘在奴隶制争论之下的分立所带来的危险，并激励北方的共和党人。由此，全州的选举也即将展开，州立法机关将选择林肯或道格拉斯作为伊利诺伊州参议员。

### 林肯-道格拉斯辩论和库伯联盟演说

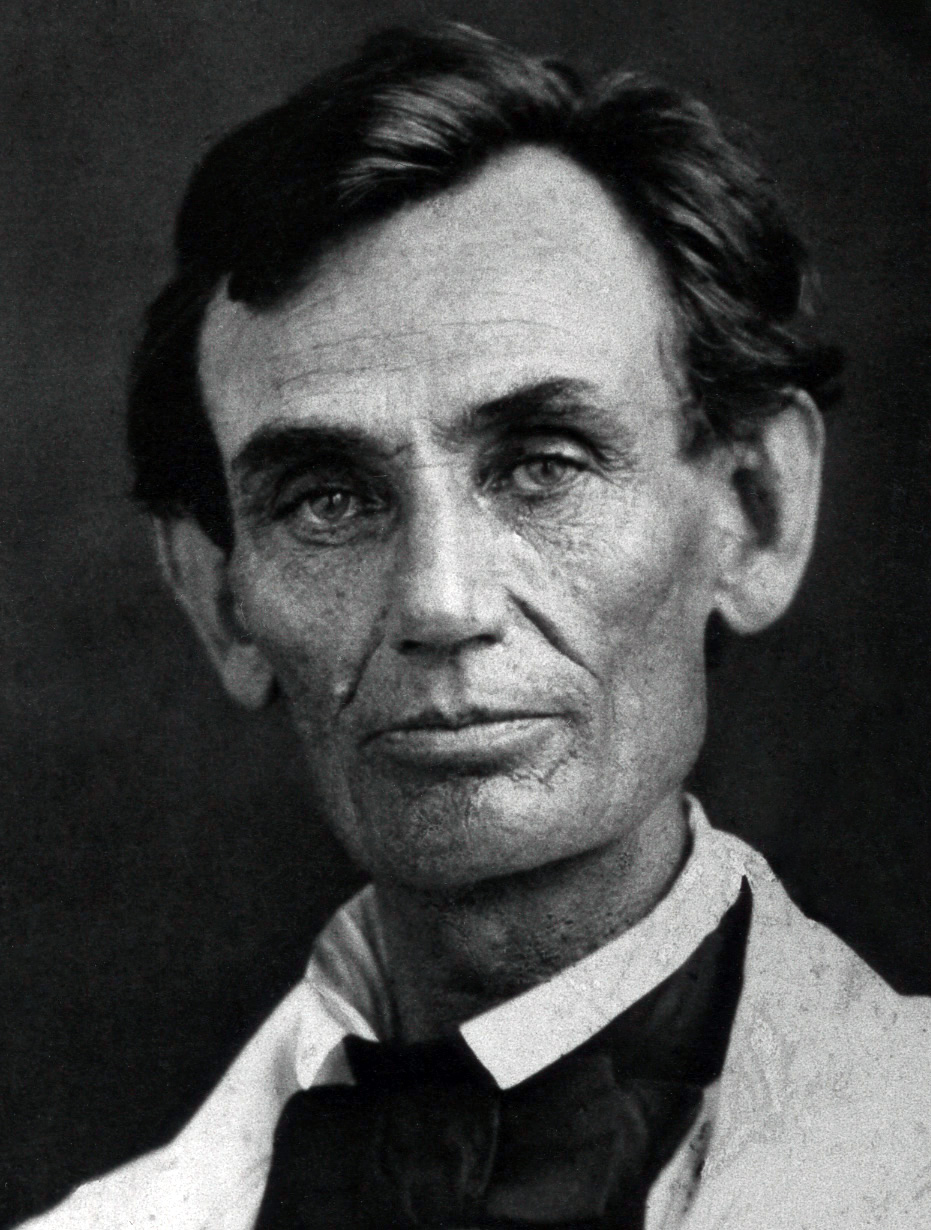
1858年的林肯；当年他与史蒂芬·A·道格拉斯就奴隶制问题展开辩论。

1858年的参议院竞选过程中，林肯和道格拉斯展开了七次辩论，这是美国历史上最著名的辩论。两人的原则在现实和政治方面形成鲜明对比。林肯警告说“奴隶权力”将威胁美国的共和主义价值，并控诉道格拉斯曲解了国父们“人皆生而平等”的意图；而道格拉斯则着重强调了自己的弗里波特主义观点——定居者有权自己选择是否施行奴隶制，并控诉林肯已经成为了废奴者中的一员。这一系列辩论氛围如同拳击赛一般，吸引了大量的观众。林肯说道格拉斯的人民主权论是对国家道德的威胁，道格拉斯是将奴隶制扩展至自由州的阴谋的代表。道格拉斯则说林肯蔑视最高法院权威和《斯科特案》的裁决。
共和党的候选人在选票中领先，但民主党获得更多的席位，因此立法机关选举道格拉斯连任参议员。林肯虽然败北，但他对这一问题的观点和阐释使他在全国政治界获得名望。1859年5月，林肯买下《伊利诺伊州公报》，一家长期支持他的德语报社；全州130,000名德裔美国人大部分支持民主党，但一份德语报纸应当能够为共和党获得一定支持。
1860年2月27日，纽约共和党领袖邀请林肯到库伯联盟学院向一群有权势的共和党人发表演说。林肯表示人民主权论对国父们并没有价值，他们还不断尝试限制奴隶制。林肯坚持认为共和党人的道德基础要求他们反对奴隶制，并否定一切“在对与错中间地带的摸索”。虽然他的外表显得粗野——许多观众认为他显得笨拙甚至丑陋——但他却展示在才智上的领导力，由此他也进入共和党的前列，并获得参与共和党总统候选的机会。记者诺亚·布鲁克斯写到：“从来没有人能在第一次出场时给纽约观众留下这般的印象。”
史学家大卫·赫伯特·唐纳德称这一演说是“一位未宣布的候选人的一次一流的政治行动，在一个对手（威廉·H·苏厄德）的本州和另一个对手（萨蒙·P·蔡斯）的支持者举办的活动上出现，而在这演说过程中没有提到先前任何一个人。”在被问到是否有竞选总统的意向时，林肯说：“在我的口中确实有这么一点感觉。”

### 1860年总统提名和竞选

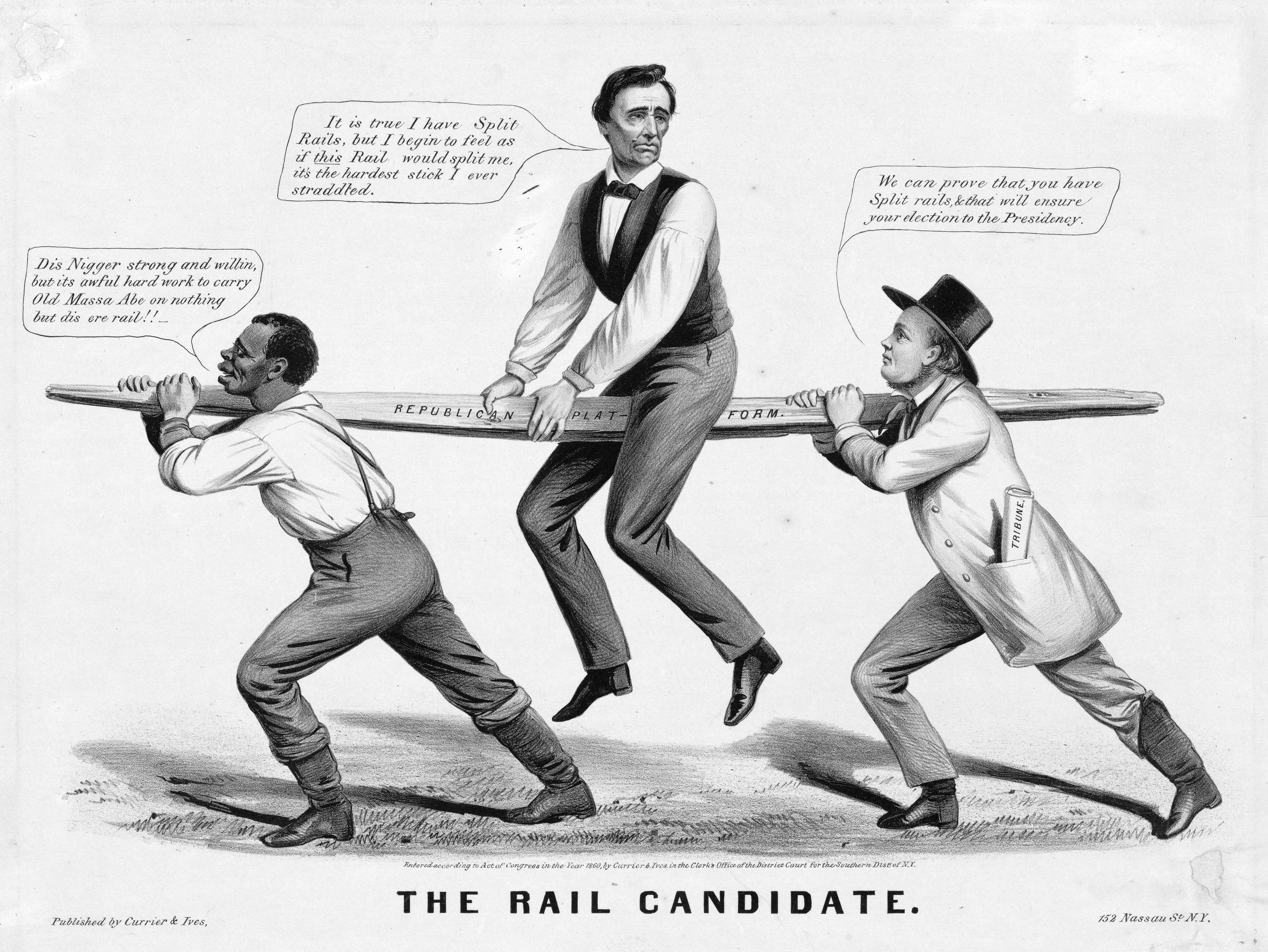
“栅候选人”——林肯的1860年竞选被描绘为受奴隶制问题的支持——左边是奴隶，右边是政党。

1860年5月9日至10日，伊利诺伊州共和党州大会在迪凯特举行。林肯的支持者组织竞选团队，由大卫·戴维斯、诺曼·朱德、莱昂纳德·斯威特和杰西·杜博瓦领导，林肯也获得他总统竞选中的最初支持。支持者们利用他在边疆地带同他父亲的故事（开拓荒地以及用斧子劈开栅栏），为他创造“栅梁候选人”这一名号。
5月18日，在芝加哥的共和党全国大会上，林肯的友人通过手段在第三次投票中帮助他击败苏厄德和蔡斯，获得提名。来自缅因州的前民主党人汉尼巴尔·哈姆林则获得副总统的提名。林肯的成功来源于他在奴隶制问题上的温和立场，以及他对辉格党内部提升观点以及保护性关税的支持。
在第三次投票中，宾夕法尼亚州的选票使他升到首位。他对保护性关税政策的支持将使该州的铁矿利益得到保护。林肯的竞选团队巧捷地在不同州的代表之间游走，同时听从林肯的要求，“不要订立限制我的合约”。
大部分共和党人同意林肯的观点，认为在《斯科特案》裁决和布坎南治下奴隶权力对政府的控制加强，北方是受害的一方。在整个1850年代，林肯对于内战是否会爆发持怀疑态度，他的支持者也拒绝倘若他当选将会导致分裂的说法。同时，道格拉斯被选为北方民主党人的候选人。来自11个蓄奴州的代表在民主党全国大会上因为不赞同道格拉斯的人民主权论观点而愤而离席，并最终自选约翰·C·布雷肯里奇作为候选人。
道格拉斯和其他候选人积极竞选造势，而林肯则是唯一一个没有发表任何演说的候选人。他紧密关注竞选过程，依靠共和党的热情。共和党的努力使他们在北方获得多数支持，并大量制作海报、传单和发表社论。共和党演说人(其中包括了蘇厄特與蔡斯)首先根据政党立场发言，然后讲述林肯的故事，着重提到他童年的贫困，其目标是展示“自由劳工”的力量——一个普通的农场男孩能够通过自己的努力一路来到最顶层。共和党在文字上的造势完全压过林肯的反对者；单是《芝加哥论坛报》写手制作讲述林肯生活故事的小册子便卖出100,000至200,000份。

## 总统任期

### 1860年选举和分裂
1860年11月6日，林肯击败民主党候选人史蒂芬·A·道格拉斯、南方民主党候选人约翰·C·布雷肯里奇和宪法联邦党候选人约翰·贝尔，当选第16任美国总统。他是来自共和党的第一位总统。他的胜利主要来自于北部和西部的支持；15个南方蓄奴州的10个没有给他任何选票，而在所有南部州的996个县中他只赢得2个县。
林肯总共获得1,866,452票，道格拉斯1,376,957票，布雷肯里奇849,781票，贝尔588,789票，投票率达到82.2%。林肯赢得北方自由州、加利福尼亚以及俄勒冈；道格拉斯赢得密苏里，并与林肯分享新泽西州选票；贝尔赢得弗吉尼亚州、田纳西州和肯塔基州；而布雷肯里奇则赢得剩余的南方州。
林肯虽然在民选中只获得简单多数，但在选举人团中却获得决定性的胜利：他拿下180票，而他的对手总共只拿下123票。林肯的对手在纽约、新泽西和罗德岛采取合并选票的策略，但假如他们在所有州都采取这一策略，林肯仍然将在选举人团中以多数胜出。

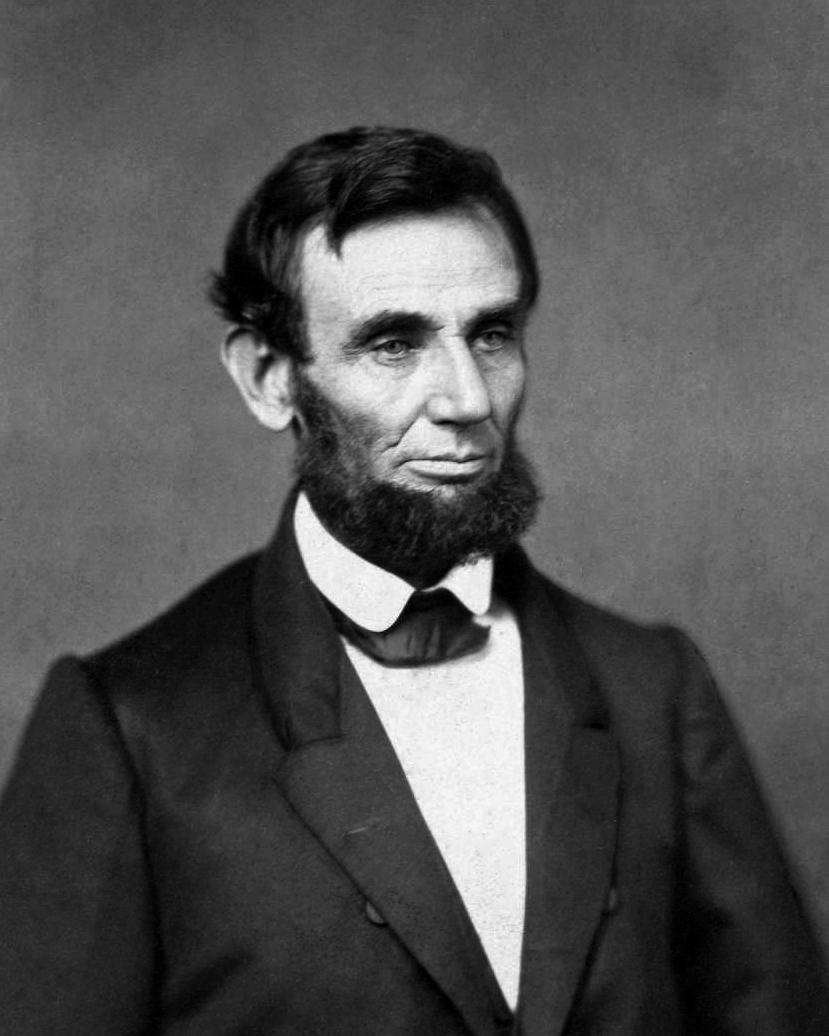
林肯当选总统后的第一张照片。

随着林肯当选已成定局，分离主义者明确表示他们将在林肯次年3月就职之前脱离联邦。1860年12月20日，南卡罗来纳州首先宣布脱离；到1861年2月1日，佛罗里达、密西西比、亚拉巴马、佐治亚、路易斯安那和得克萨斯都紧随其后。其中的六个州采纳新宪法，宣布成立新的主权国家美利坚联盟国（邦联）。南部偏北和边缘州（特拉华、马里兰、弗吉尼亚、北卡罗来纳、田纳西、肯塔基、密苏里和阿肯色）虽然听取，但最终拒绝了脱离联邦的请愿。总统布坎南和当选总统林肯拒绝承认邦联，宣布脱离为非法。邦联于1861年2月9日选举杰佛逊·戴维斯为临时总统。
开始双方还试图妥协。《克里特登妥协》将1820年《密苏里妥协》规定的界线扩展，将领土直接划分为自由州和蓄奴州，而不是共和党的自由领土政策。林肯不同意这一妥协，他说：“我死也不会同意，看起来像是要收买本就属于我们的政府的任何妥协或让步。”
然而林肯却心照不宣地支持宪法的《科温修正案》；这一修正案在林肯入职前已经在国会通过，正等待各州签署，它将保护蓄奴州的蓄奴权利，并保证国会不会在南方不同意的情况下干涉奴隶制。在战争开始前几周，林肯向每个州长寄去信函，告知他们国会已经通过宪法的修正案。对于召开宪法会议以商讨进一步的宪法修正，林肯持开放态度。
在乘火车前往就职的路途上，林肯对北部的民众和议会发表演说。他在巴尔的摩躲过了暗杀的企图－他的安全首長阿兰·平克顿粉碎了这一阴谋。1861年2月23日，他便衣来到了华盛顿，然后受到军队的严密保卫。林肯在他的就职演说中将矛头指向了南方，再次宣称他没有意图，也没有废除南方奴隶制的意向：
南部诸州的人民看起来存在着疑虑：共和党执政意味着他们的财产、和平和人身安全将会出现危险。这种疑虑绝无明智的理由。真的，事实是最有力的证据，供大家去检视。你们可以从他几乎所有的演讲中发现这一点——就是现在在你们面前演讲的这人。我只能从这些演讲中挑选一篇，当时我发表宣言——我并不企图，直接地或间接地去干涉蓄奴州的惯例。我相信我没有这样做的合法权力，我也不倾向这样去做。——第一次就职演说，1861年3月4日
他最后以向南方人民的呼告结束演说：“我们不是敌人，而是朋友。我们必须不成为敌人，回忆的神秘之弦，从每一片战场和爱国者之墓伸展开琴弦，在这宽广的国土上与每一颗搏动的心房、温暖的壁炉联结起来，当我们本性中的更为美好的天使——只要他们真的乐意——去再次触抚琴弦，我们仍将陶醉于联邦大合唱之中。”1861年和会的失败意味着妥协已经不再可能。到1861年3月，南方的领袖已经不再提议将以任何条件重返联邦。与此同时，林肯和共和党领袖一致同意，拆分联邦的行为是不可容忍的。在战争近结束时，林肯说到：双方都声称反对战争，但有一方宁愿发动战争也不愿让国家存留，而另一方则宁愿接受战争也不愿让国家灭亡，于是战争来临。

### 战争开始

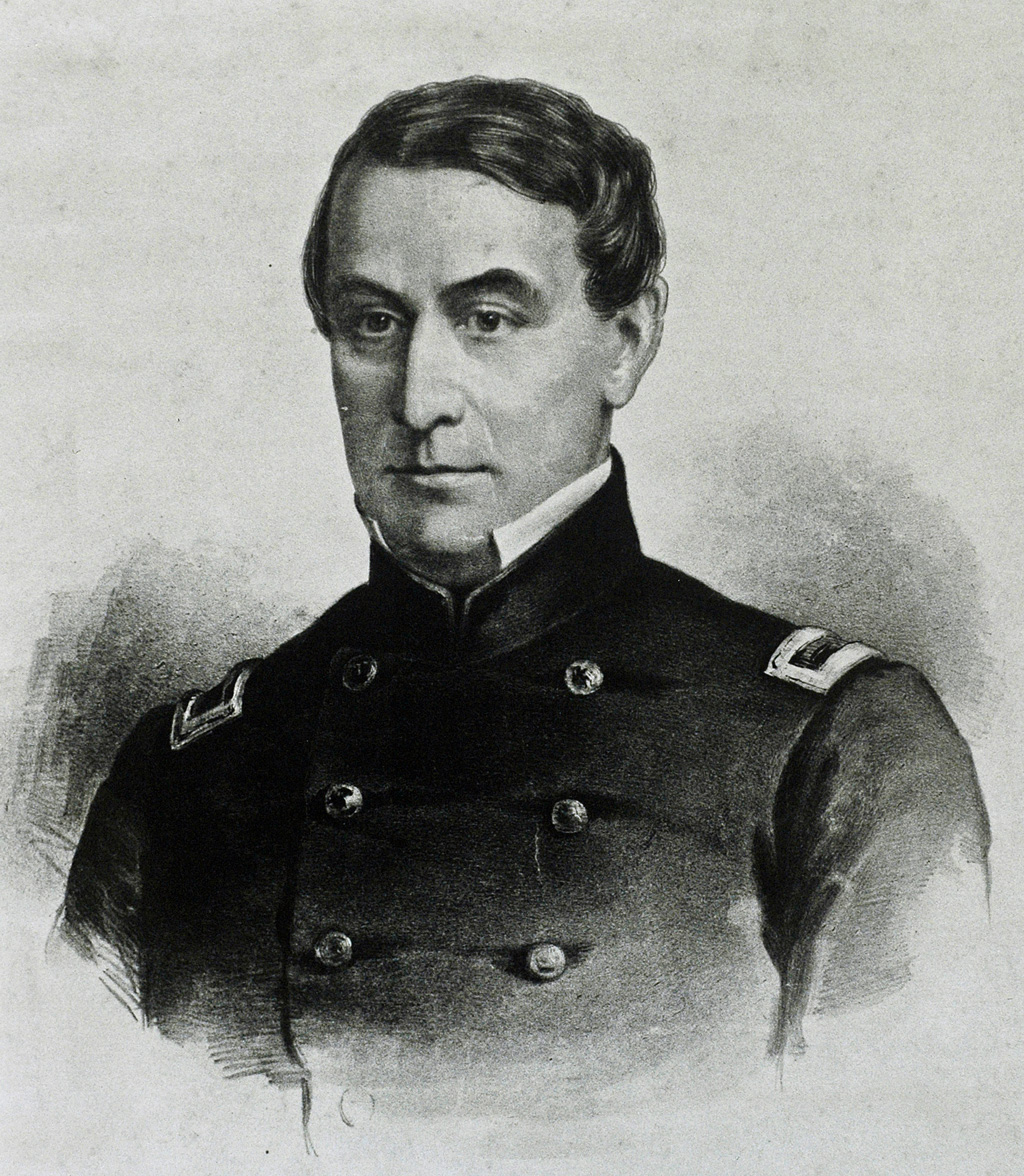
安德森少校，萨姆特堡指挥官

南卡罗来纳州萨姆特堡的指挥官罗伯特·安德森少校向华盛顿要求提供军需，而林肯同意了这一要求，分离主义者们视此为战争行为。1861年4月12日，邦联军队向萨姆特堡的联邦军队开火，迫使他们投降，内战由此开始。史学家阿兰·内文斯称新上任的林肯犯了三个错误：轻视了危机的严重程度、夸大了南方同情联邦的程度，以及没有意识到南方同情联邦的人坚持要求不要入侵。
威廉·特库姆塞·舍曼在林肯就职的当周与他交谈，对他没有意识到“国家正安眠于火山口之上”和南方已经在为战争做准备感到“十分失望”。唐纳德说：“在就职和萨姆特堡走火之间的几个月里，他不停地试图避免冲突，这体现他对‘不洒下第一滴同胞的血’的承诺的坚持；然而他同样承诺堡垒不会投降。这相互矛盾的立场的结果便是邦联必须打响第一枪，而事实上他们也就这么做。”
4月15日，林肯要求所有州派出总共75,000名军人，重夺堡垒，保卫华盛顿，“保护联邦”——在他的眼中，联邦仍然存在。这一要求使各州必须决定立场。弗吉尼亚宣布脱离，作为奖励，邦联定都里士满，虽然里士满距离联邦相当近。北卡罗来纳、田纳西和阿肯色也在之后的两个月投票决定脱离。脱离的意向在密苏里和马里兰十分强烈，但最终没有成行；肯塔基则试图保持中立。
在林肯发出命令之后，军队前往华盛顿保卫首都。4月19日，巴尔的摩控制铁路的分离分子攻击邦联军队。林肯暂停人身保护令，由此巴尔的摩市长乔治·威廉·布朗和其他马里兰州有嫌疑的政客在未被批准的情况下被逮捕和羁押。马里兰州一个分离主义团体的领袖约翰·梅里曼上书首席大法官罗杰·B·托尼，希望他开出人身保护令，并称不经审讯便关押他是非法的。托尼签署人身保护令，由此要求释放梅里曼，但林肯无视这一要求。在这之后和战争期间，林肯受到反战民主党人的强烈抨击，这些人被称为“铜头蛇”。

### 联邦总指挥

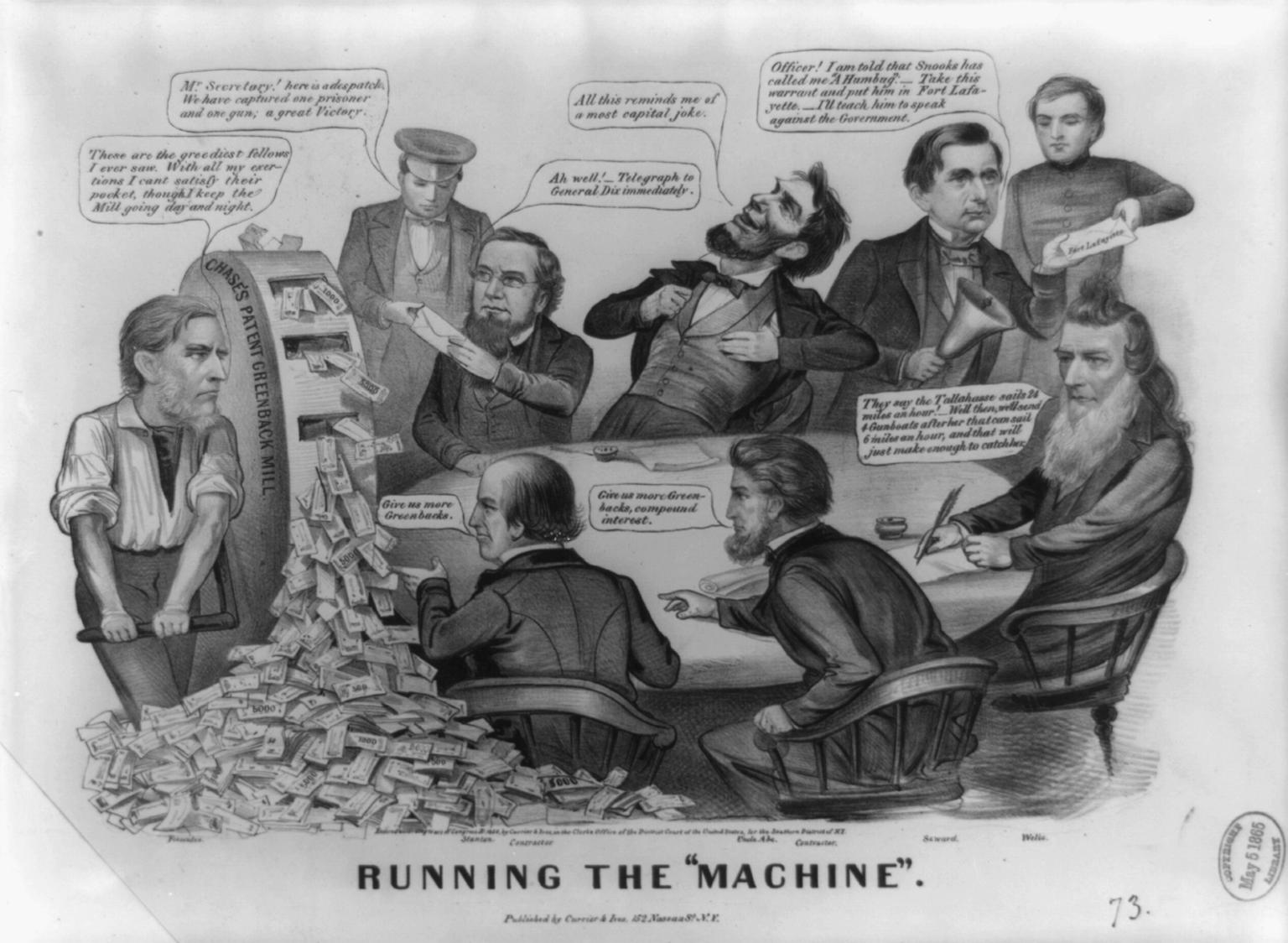
“操作‘机器’”：1864年政治漫画，抨击林肯政府。

在萨姆特堡陷落之后，林肯意识到立即行政指挥战争以及制定反叛总策略的重要性。面临着前所未有的政治和军事危机，他作为总司令做出应对，前所未有地运用权力。他扩大自己的战争权力，封锁所有邦联港口，在国会同意之前拨款，并且在暂停人身保护令之后逮捕和关押数千名有嫌疑的邦联同情者。在这些行动上，林肯得到国会和北方民众的支持。除此之外，林肯还需要保证边缘蓄奴州对联邦的同情，并且使战争不要扩展成为国际冲突。
战争使林肯逐渐受到蔑视，并占用了他大部分的时间和精力。从战争一开始，他意识到两党合作对于战争的胜利是必要的，但任何形式的妥协都会使双方不满，例如任命共和党人或民主党人担任联邦军指挥。铜头蛇们批评林肯拒绝在奴隶制上让步；而激进共和党人则批评他在废除奴隶制的道路上走得太慢。1861年8月6日，林肯签署《充公法案》，授权没收并释放被用于邦联战争的奴隶。事实上这一法令作用很小，但它体现了对在邦联中废除奴隶制的政治支持。
1861年8月末，1856年共和党总统候选人约翰·C·弗雷蒙特将军在未经请示华盛顿上级的情况下，宣布在密苏里州实施戒严。他宣布任何被发现携带武器的平民将被送上军事法庭并射杀，此外支持叛乱的奴隶将获自由。弗雷蒙特此前已经因为在军队中的渎职受到指控，并被控欺诈和腐败。林肯否决弗雷蒙特的法令，他认为弗雷蒙特释放奴隶的行为是政治行为，在军事上不是必须的，且也不是合法的。在这之后，联邦来自马里兰、肯塔基和密苏里的军人数目上升超过40,000。
1861年末的特伦特号邮轮事件使美国和英国处于战争边缘。美国海军在公海上非法拦截英国商船特伦特号，并逮捕两名邦联公使；英国表示抗议，而美国则欢欣鼓舞。林肯释放这两人，成功避免同英国的战争。一开始由于经验不足，林肯的外交政策主要是不插手，他将外交决策基本交给国务卿威廉·苏厄德。苏厄德对于特伦特事件的最初反应太过激烈，由此林肯找到参议员、参议院外交委员会主席、英国外交专家查尔斯·萨姆纳。
为了学习军事术语，林肯从国会图书馆借得并学习亨利·哈勒克的书籍《军事艺术和科学的元素》。他十分费心地关注华盛顿战争部的电报；密切关注军事的每一个方面，与部长商讨，并根据过去的成绩（以及所在州和政党）任命将军。1862年1月，在对战争部的暴利和低效的控诉之下，林肯撤换西蒙·卡梅隆，任命埃德温·斯坦顿为战争部长。斯坦顿是保守民主党人（1860年支持布雷肯里奇），和许多保守民主党人一样，他后来在林肯任下成为反奴隶制的共和党。
在战争策略方面，林肯认为有两者需要优先考虑：需要保证华盛顿防卫得当，以及积极出战，以满足北方对迅速和决定性胜利的渴求；主要的北方报纸认为应当在90日内赢下战争。林肯每周两次在下午同内阁会晤，玛丽·托德偶尔会要求他乘车，担心他工作得过于辛苦。林肯从参谋长亨利·哈勒克将军（欧洲军事策略家约米尼的学生）处学到控制战略要地的重要性，例如密西西比河；同时他也明白维克斯堡的重要性，并明白击败敌军要比占领土地重要。

### 麦克莱伦将军

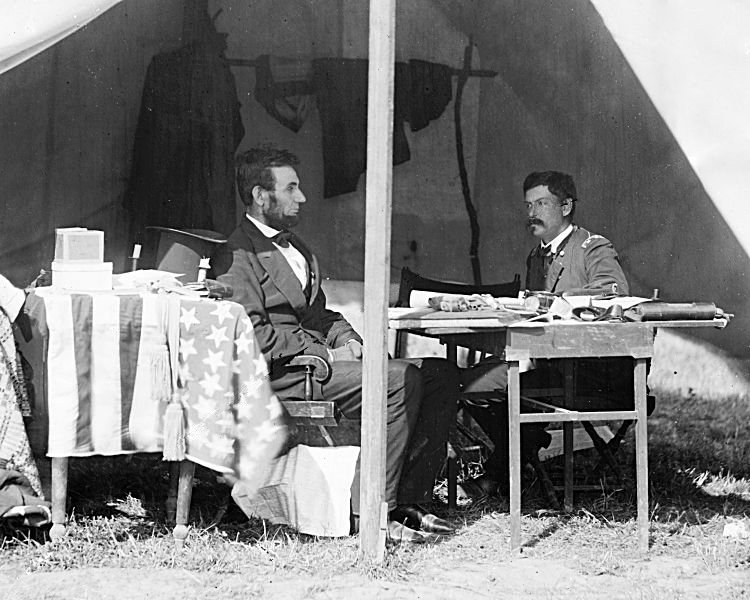
林肯和麦克莱伦在1862年安提塔姆战役之后。

1861年，在联邦于第一次马纳萨斯战役中败北和年老的温菲尔德·斯科特宣布退役之后，林肯任命乔治·B·麦克莱伦为全联邦军队总司令。麦克莱伦是一名年轻的西点军校毕业生、铁路公司经理和宾夕法尼亚州民主党人。他花了数个月计划和实施半岛战役，比林肯希望的时间要长。战役的目的是将波多马克军团通过船运运上半岛，登陆并占领邦联首都里士满。麦克莱伦不断的延迟，以及他所持的华盛顿不需要军队防卫的观点使林肯和国会感到不满。林肯坚持要求麦克莱伦必须拿出一些军队来保卫首都；而始终高估邦联的军力的麦克莱伦则将半岛战役的失败怪罪于此。
1862年3月，林肯撤换麦克莱伦，任命亨利·韦杰·哈勒克为总司令，原因是麦克莱伦在《哈里森登陆信》中向林肯建议在战争中应当谨慎。麦克莱伦的信件激怒激进共和党人，他们成功使林肯任命共和党人约翰·波普为弗吉尼亚军团指挥官。波普同意林肯从北攻击里士满从而保护首都的战略意图。
然而由于没有得到此时指挥波托马克集团军的麦克莱伦的支援，波普于1862年夏天在第二次马纳沙斯之役中大败，波托马克集团军被迫第二次保卫华盛顿。1862年，战争同时拓展到海上，邦联“弗吉尼亚号”于汉普顿锚地海战中在弗吉尼亚州诺福克击损三艘联邦舰船，然后被联邦“莫尼特号”击损。林肯仔细评估战况，并质问海军军官。
林肯虽然对麦克莱伦没有支援波普感到不满，但受情况所迫，将华盛顿附近所有军队的指挥权重新交给他，由此也使除苏厄德之外的所有内阁成员感到失望。两天之后，罗伯特·E·李将军的军队跨过波托马克河进入马里兰，导致1862年9月安提塔姆战役的爆发。这是美国历史上最为惨烈的战役，但联邦军的胜利使林肯得以在次年1月公布《解放奴隶宣言》。林肯已经在之前起草好宣言，只等待着一场胜利，由此才不会被认为这是走投无路之举。
麦克莱伦拒绝林肯追赶李的军队的要求，而唐·卡洛斯·布尔将军也拒绝让俄亥俄军团攻击东田纳西的叛军。由此林肯撤换布尔，以威廉·罗斯克兰斯取代之；在1862年中期选举之后，他用共和党人安布罗斯·伯恩赛德取代麦克莱伦。这两人在政治上都属温和派，也都更支持林肯。

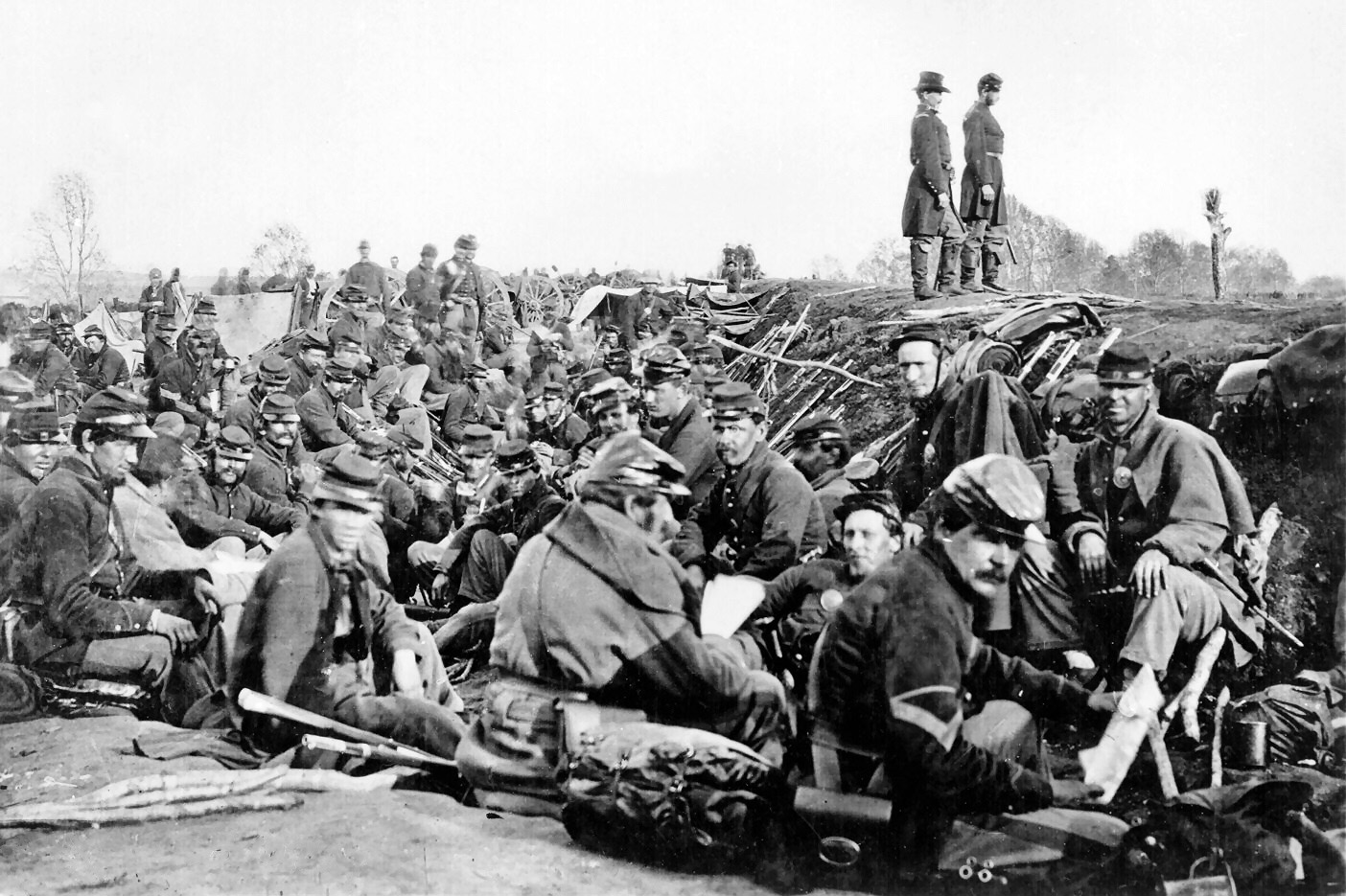
马耶高地前的联邦军，弗雷德里克斯堡戰役前。

伯恩赛德拒绝林肯的建议，提前跨过拉帕汉诺克河，并于12月在弗雷德里克斯堡被李击败。伯恩赛德不只在战场上失利，他的军队同时也丧失士气和纪律。1863年的逃兵数量上千，而在弗雷德里克斯堡之役后这一数目增加。林肯起用约瑟夫·胡克，虽然后者曾出口不慎，声称需要实施军事独裁。
在1862年中期选举，共和党遭遇严重损失，主要原因是公众对于政府没能迅速结战争、通货膨胀、高税负、腐败传言、人身保护令的废止和义务兵役法感到不满，并且担心获得自由的奴隶会扰乱劳动市场。9月的《解放奴隶宣言》使共和党在新英格兰的乡村地区以及中西部北部获得选票，但在中西部南部和城市中则失去选票。
共和党受到阻碍，而民主党则获得激励，在宾夕法尼亚、俄亥俄、印第安纳和纽约发挥出色。共和党得以在国会中和主要的州（除纽约）中占据多数。《辛辛那提公报》认为选民“对于无止尽的战争状况，以及国家资源快速消耗但国家却没有发展进步而感到沮丧。”
1863年春，林肯对于接下来的军事行动十分乐观，以至于他认为只要通过一系列的胜利就能尽快促成战争的结束；战争的计划包括胡克在里士满北部对李的进攻、罗斯克兰斯对查塔努加的进攻、格兰特对维克斯堡的进攻，以及对查尔斯顿的海上进攻。
胡克在5月的钱斯勒斯维尔战役中被李击溃，但仍然继续指挥几周的军队。他无视林肯的命令，分散兵力，而这可能迫使李在哈珀斯费里也做出同样的决策；胡克提交辞呈，林肯也予以接受，并任命乔治·米德取代之。米德跟随李进入宾夕法尼亚，展开葛底斯堡战役并为联邦取得胜利，但没能捕获李的军队。与此同时，在初期遭遇失败后，格兰特对维克斯堡实行包围，而联邦海军则在查尔斯顿港取得一定程度的胜利。在葛底斯堡战役之后，林肯意识到他的军事决策如果通过战争部长或总指挥传达给将军，将会更加有效（将军们不喜欢林肯直接干预策略）。即便如此，林肯仍时常以总司令的身份向将军们作出详细的指示。

### 解放奴隶宣言

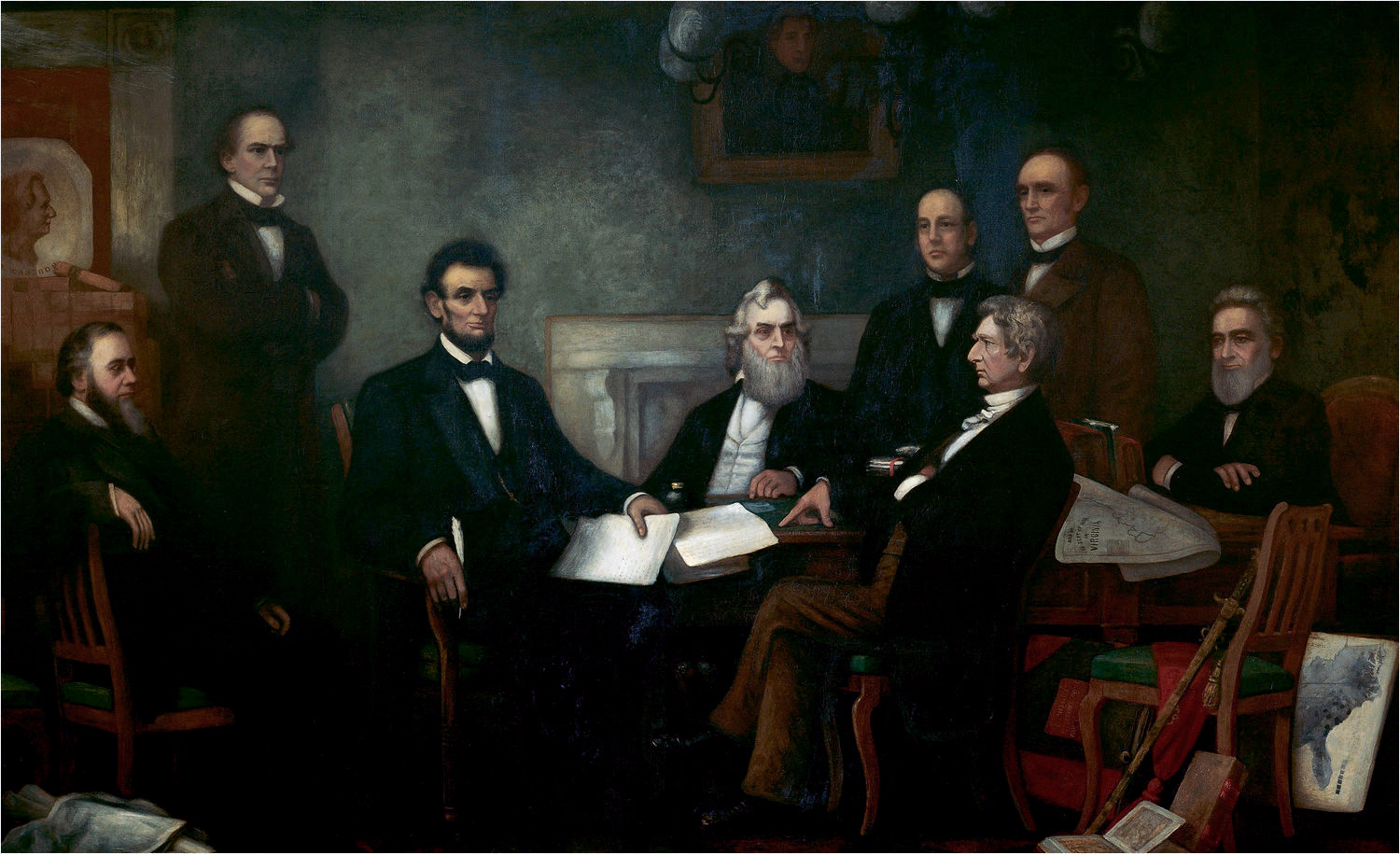
林肯向内阁提出第一稿《解放奴隶宣言》。1864年作品

林肯明白联邦政府废止奴隶制的权力是受到宪法限制的——在1865年前，这一问题被交由州自己处理。他在当选之前和之后都提到，禁止奴隶制扩张到美国新领土将会导致奴隶制的最终灭亡。在战争初期，他尝试说服各州接受“有偿解放”以使他们终结奴隶制。他认为通过这些方式来限制奴隶制会在经济上消灭之，就如国父们所设想的那样。林肯分别在1861年8月和1862年5月拒绝由约翰·C·弗雷蒙特和少将大卫·亨特提出的有地域限制的解放方案，理由是他们没有这样的权力，并且这样做将会激怒忠于联邦的边缘州。
1862年6月19日，在林肯的支持下，国会通过法案禁止在联邦土地上实施奴隶制。1862年7月，《第二充公法案》获得通过，这一法案将解放支持叛乱者所拥有的奴隶。林肯认为国会并没有权力在那些州中解放奴隶，但仍然服从国会签署法案。他认为这样的行动只有总司令在宪法授予的战争权力下才能采取，并且他自己也打算这么做。同月，林肯同内阁成员讨论一份《解放奴隶宣言》的草稿。在草稿中他写到：“根据事宜且必须的军事手段，1863年元月1日起，所有在联盟国为人占有而做奴隶的人们都应在那时及以后永远获得自由。”
林肯私下决定邦联的奴隶制必须被摧毁。然而铜头蛇们认为解放奴隶将对和平统一产生阻碍。颇有声望的《纽约论坛报》的共和党编辑霍勒斯·格里利便为之所影响。林肯便在1862年8月22日直接写信驳斥，林肯说，尽管他个人希望所有人都能自由，但他作为总统采取这项措施的主要目的是要维护联邦：
我在这场斗争中的首要任务是维护联邦，而不是保存或摧毁奴隶制。如果我能够维护联邦而不需要解放任何奴隶，我会这么做，而如果我能够通过解放所有奴隶而维护联邦，我会这么做；而如果我能通过解放一些奴隶，不管其他奴隶而维护联邦，我也会这么做。我为奴隶制和有色人种所做的，是因为我认为这么做能够维护联邦；我不做的，是因为我不认为做了将会维护联邦。我已经根据我对公务的理解阐明我的目的；我也不准备对我时常提到的个人愿望，即所有地方的所有人都应自由，做出任何更改。
1862年9月22日，林肯发布了《解放奴隶宣言》的初稿，并于1863年1月1日发布了正式的宣言，宣布在不为联邦所控制的10个州解放所有奴隶，但边境州地区除外。在接下来的100天里，林肯使军队和国家为解放做好准备；而民主党则在1862年的小年选举中警告选民解放奴隶对北方的白人可能存在威胁。
在反叛州废奴成为一项军事目标，联邦军队南下，一路解放奴隶，直至邦联领土内的所有300万奴隶都被解放。林肯对《宣言》的评论是：“在一生中，我确信，我未做过比签署此宣言更加正确的决定。”在一段时间内，林肯延续早先为解放奴隶建立殖民地的计划。他在《宣言》内对殖民计划积极的评论，但是这一举措最终失败。在《宣言》公布几日之后，十三个共和党州长在战时州长会议上会晤；他们支持《宣言》，但希望将乔治·B·麦克莱伦将军从联邦军总指挥位置上撤下。
在《解放奴隶宣言》出台之后，将前奴隶召入军队成为一项官方政策。至1863年春，林肯已经准备好大量招募黑人士兵。在写给田纳西州战时州长安德鲁·约翰逊的信中，林肯鼓励他领头招募黑人军人，并写到：“50,000名武装且受训的黑人士兵出现在密西西比河岸上，将能够立刻终结叛乱。”至1863年年末，在林肯的指示下，洛伦佐·托马斯将军已经从密西西比河谷招募20个团的黑人士兵。弗雷德里克·道格拉斯如此评论林肯：“在他身边，我从来没有想起我的卑微出身，或是我那不受欢迎的肤色。”

### 葛底斯堡演说（1863年）

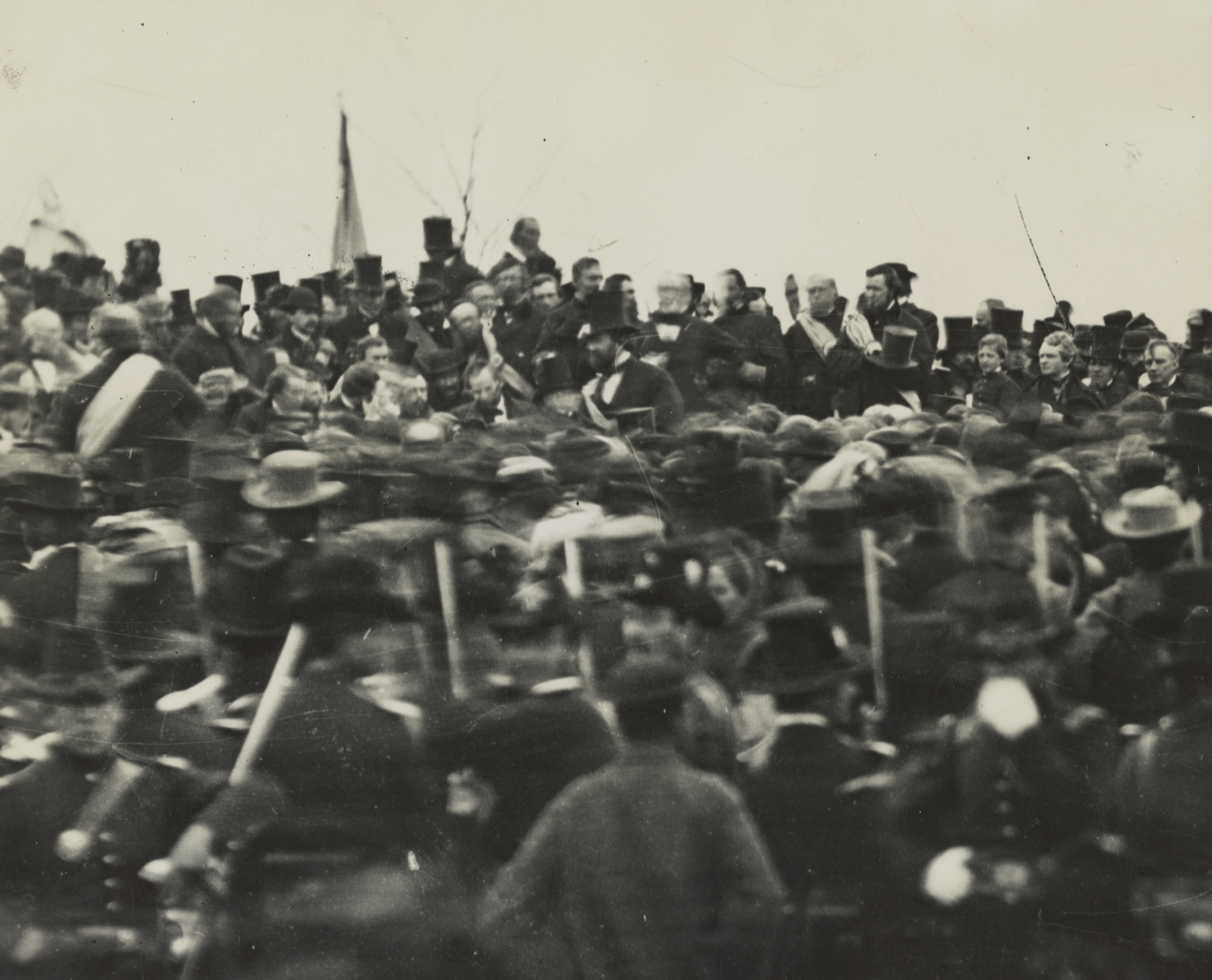
林肯在葛底斯堡唯一的照片，摄于演说前三小时。

1863年联邦在葛底斯堡战役中取得重要胜利，而在秋天铜头蛇在俄亥俄州选举中败北，虽然同时还发生纽约征兵暴动，林肯在党内仍然拥有稳定的支持，并有机会重新为这场战争下一个定义。这为他于1863年11月19日在葛底斯堡公墓的演说搭建舞台。林肯预计这一演说“将不会为世界所注意，也不会为世界所记忆”，但它却成为美国历史上被最频繁引用的演讲。
在三分钟内，使用272个词，林肯强调美国并非生于1789年，而是1776年，“孕育于自由，且致力于凡人皆生而平等此信念”。他将这场战争定义为“为自由和平等原则所进行的努力”。解放奴隶现在已经成为战争的一部分。他宣布军人英勇的献身将不会成为徒劳，而奴隶制将因这些牺牲而终结，而世界民主的未来将得到保有，“民有、民治、民享之政府当免于凋零”。林肯总结道，内战有一大意义深远的目标：一个国家自由的新生。

### 格兰特将军

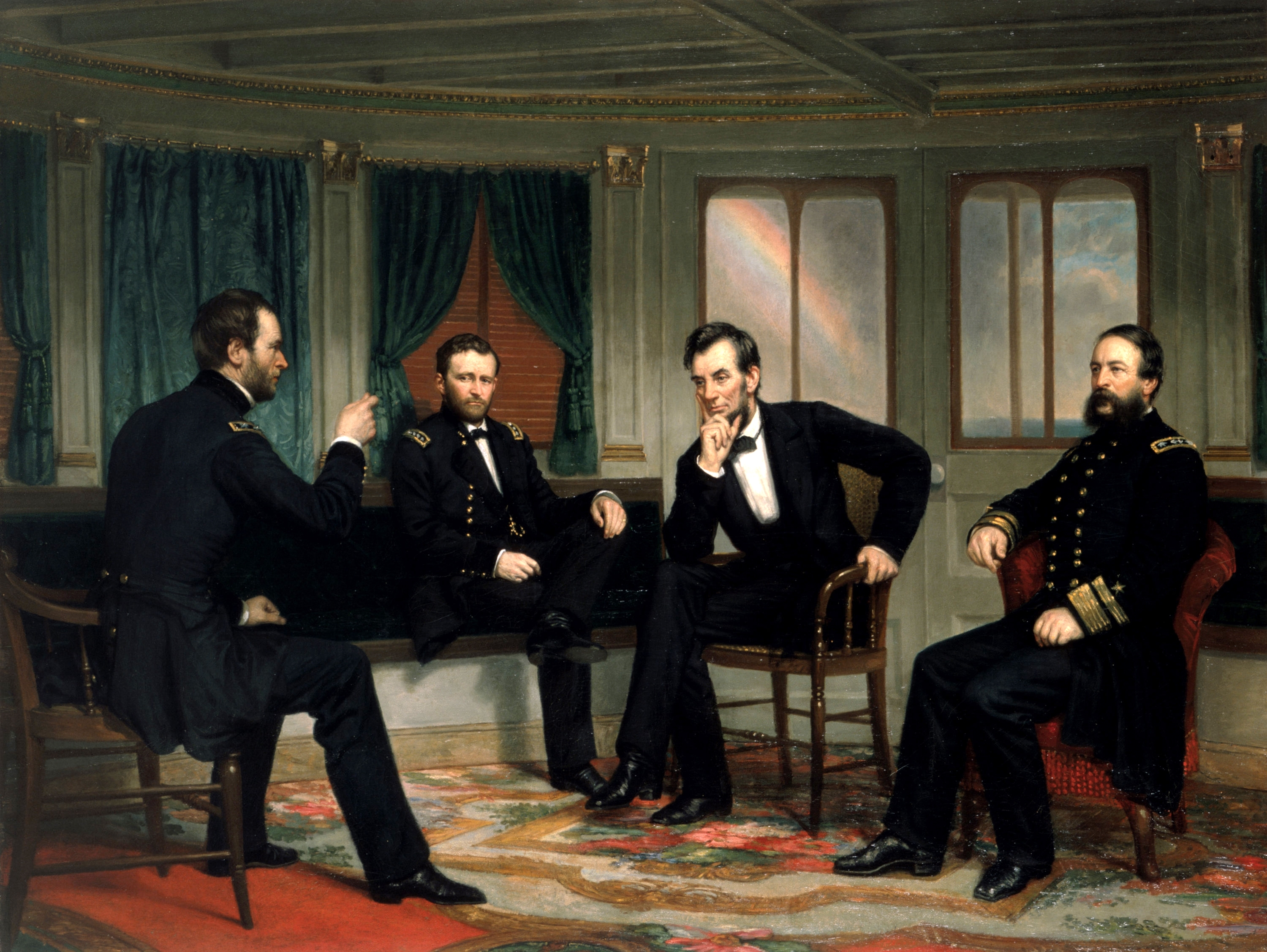
林肯（中右）与（自左）舍曼、格兰特和大卫·迪克逊·波特。1868年作品。

米德没能在李的军队从葛底斯堡撤退时擒获之，波托马克军团又一直处于被动状态，林肯决定应当撤换指挥。尤利西斯·S·格兰特将军在希洛战役和维克斯堡战役中的胜利给林肯留下深刻的印象，林肯将他列为联邦军总指挥的候选人。在希洛战役之后格兰特受到批评，而林肯说：“我不能放弃这个人。他在战斗。”林肯认为在格兰特成为统帅之后，联邦军将能够在多个战场展开一系列协调的攻势，并且能拥有一位愿意使用黑人士兵的统帅。
即便如此，林肯还是担心格兰特可能考虑在1864年竞选总统，就如麦克莱伦一般。林肯派出中间人探访格兰特的政治意图，而在确定他没有此意图之后，向参议院正式提名格兰特作为联邦军统帅。他同时还从国会获得授权，授予格兰特中将军衔，这一军衔自华盛顿以来便没有人拥有过。
1864年，格兰特发动陆路战役。这场战役被称作是一场消耗战，联邦军在莽原之役和冷港之役中都损失惨重。邦联军虽然拥有防守优势，但他们的损失却几乎和联邦的比例一样高。巨大的损失使北方警觉起来；格兰特损失了近三分之一的军力，而当林肯询问他的计划究竟是什么的时候，他回答：“如果它要花费一整个夏天的话，我计划就这么打下去。”
邦联在增援方面较为匮乏，因此李的军队规模随着每一场战斗都在减小。格兰特的军队南下跨过詹姆斯河，在弗吉尼亚州彼得斯堡外展开围城战和战壕战。林肯到位于锡蒂波恩特的格兰特探访指挥部，并同格兰特和舍曼（舍曼恰好从北卡罗来纳来访）讨论局势。林肯和共和党通过从北部征兵动员，补充联邦的损失。
林肯授权格兰特对邦联的基础设施，包括种植园、铁路和桥梁展开攻击，希望能够打击邦联的士气并削弱其继续战争的经济能力。格兰特对彼得斯堡的军事行动阻断里士满和南部之间的三条铁路运行，由此舍曼和菲利普·谢里登得以在弗吉尼亚州的谢南多厄河谷中攻击种植园和城镇。在1864年，舍曼横穿佐治亚向大海的进军造成的破坏局限于长60英里（97）的带状地带，但林肯和其他指挥官都不认为破坏是主要目标，击败邦联军队才是主要目标。尼利（2004年）总结道，与第二次世界大战不同，这时并没有对平民进行“总体战”的意图。
邦联将领具伯·安德森·尔利在北方展开一系列攻击，威胁首都。在尔利于1864年对华盛顿的袭击时，林肯从一个暴露的位置观看战情；小奥利弗·温德尔·霍姆斯上尉对他喊道：“快趴下，你这个蠢蛋，别被射中！”在多次要求格兰特保卫华盛顿之后，谢里登被授予这一职责，并化解尔利制造的威胁。
格兰特继续消耗李的军力，同时和谈也开始了。邦联副总统亚历山大·H·史蒂芬斯一行在汉普顿锚地同会晤林肯和苏厄德等人。林肯拒绝与邦联任何对等的谈判；他的唯一目标是终结战事，因此会晤最终没有结果。1865年4月1日，格兰特成功在五叉战役中智胜李，并几乎包围彼得斯堡，邦联政府从里士满撤退。几天之后，里士满陷落，林肯来到里士满；当他走过街道时，南方人一脸冰冷，但自由人却致敬他为英雄。4月9日，李在阿波马托克斯向格兰特投降，战争事实上已经结束。

### 1864年连任竞选
1864年，战争仍然进行中，而林肯则面临连任竞选。林肯是一位杰出的政治家，成功将共和党的主要不同阵营拉拢到一起，并引入埃德温·M·斯坦顿和安德鲁·约翰逊这样的战时民主党人。林肯每周花数小时时间同各地从政人士交谈，并运用他在战时得到扩大的权力，紧密团结不同阵营，为自己的政策吸引支持，并挫败激进分子阻止他参选的意图。在1864年共和党大会上，共和党选定来自南部田纳西州的战时民主党人约翰逊作为林肯的竞选伙伴。为了将竞选联盟扩大以包括战时民主党人和共和党人，林肯以一个新政党國家聯合黨的名义参加竞选。
1864年，格兰特的春季战役陷入僵局，联邦的损失渐增，在军事上的不成功对林肯的连任竞选产生影响，全国许多共和党人担心林肯将会败北。于是林肯起草并签署一份承诺，表示如果他在大选中失利，他仍将击败邦联，然后交出白宫：
今天早晨，以及过去的几天，看起来这届政府愈发有可能无法获得连任。由此，我将与当选总统合作，在大选和就职之间保护联邦；因为，他只有在保护联邦的情况下才能保证自己最终当选。
林肯没有将这份承诺给内阁过目，但他仍然要求他们在信封上签名。

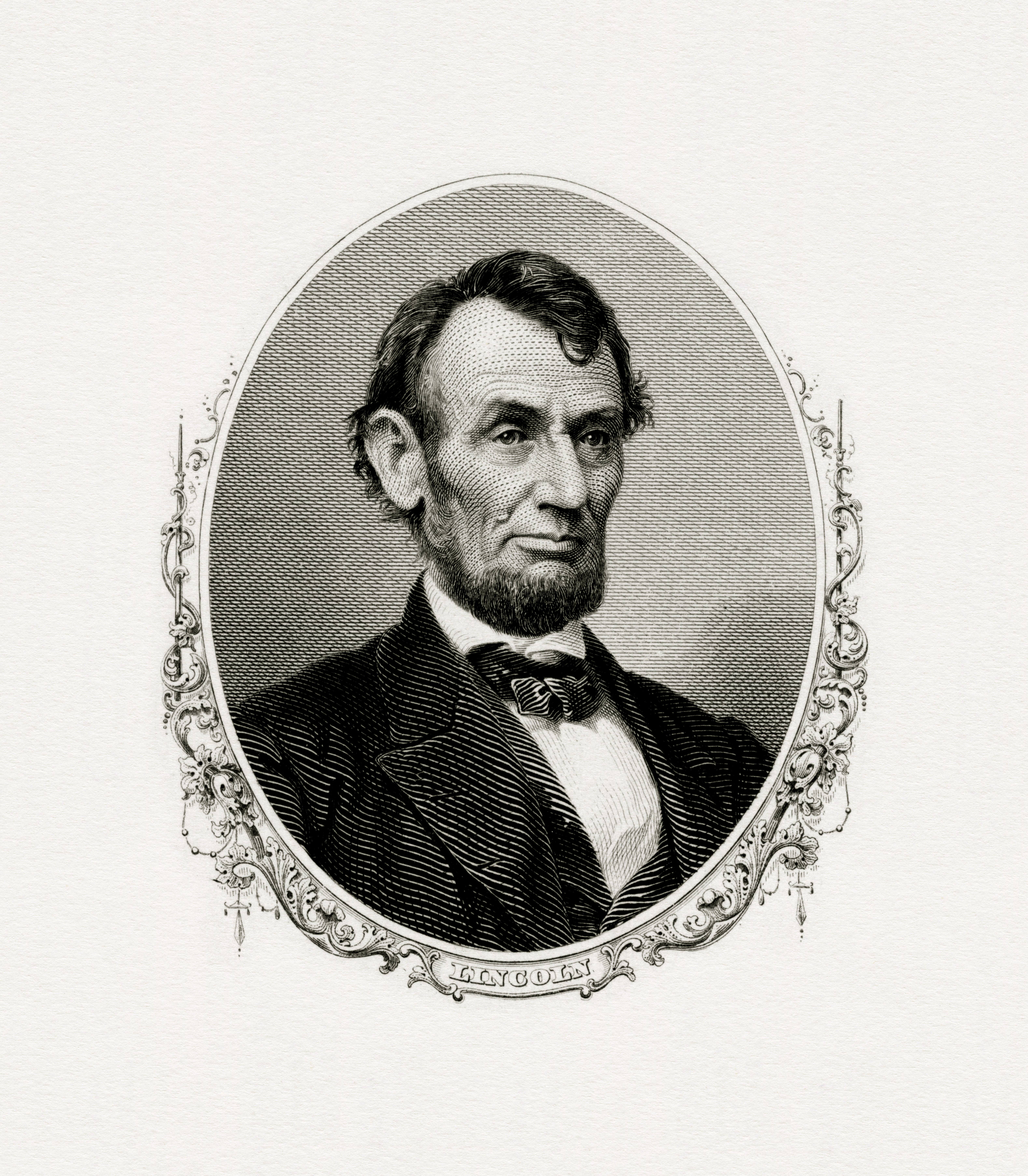
雕刻和印刷局所編的林肯肖像

民主党的政纲遵循“和平路线”，称这场战争是“失败的”，但其候选人乔治·B·麦克莱伦将军支持战争，并否定这一政纲。林肯为格兰特提供更多的军队，并动员他的政党支持格兰特。舍曼于9月攻下亚特兰大，戴维·法拉格特攻下莫比尔，挫败失败论者；民主党内部分裂严重，一些领袖和大部分士兵支持林肯。而国家联邦党则十分团结，林肯将解放奴隶列为中心议题，而各州的共和党则着重强调铜头蛇们的背信弃义。林肯在连任选举中获得压倒性胜利，拿下除三个州之外的所有其他州，并得到78%的联邦军人选票。
1865年3月4日，林肯发表了他的第二次就职演说。在演说中，他认为双方的惨重伤亡是上帝的旨意。史学家马克·诺尔认为这次演说是美国人认为的少数的近乎神圣的文本。林肯说：
我們殷切地希塑，熱忱地祈禱，但願這戰爭的重罰會很快過去。可是，假使上帝要讓戰爭再繼續下去，直到二百五十年來奴隸無償勞動所積聚的財富化為烏有，並像三千年前人們所說的那樣，直至被鞭笞所流的每一滴血為刀劍下流的每一滴血所償付為止，那麼，我也只好說：「主的裁判是完全正確而公道的。」我們對任何人都不懷惡意，我們對任何人都抱好感。上帝讓我們看到哪一邊是正確的，我們就堅信那正確的一邊。讓我們繼續奮鬥，以完成我們正在進行的工作，去治療國家的創傷，去照顧艱苦作戰的戰士和他們的遺孀遺孤，盡一切努力實現並維護我們自己之間以及我國與他國之間的公正和持久的和平。

### 重建时期

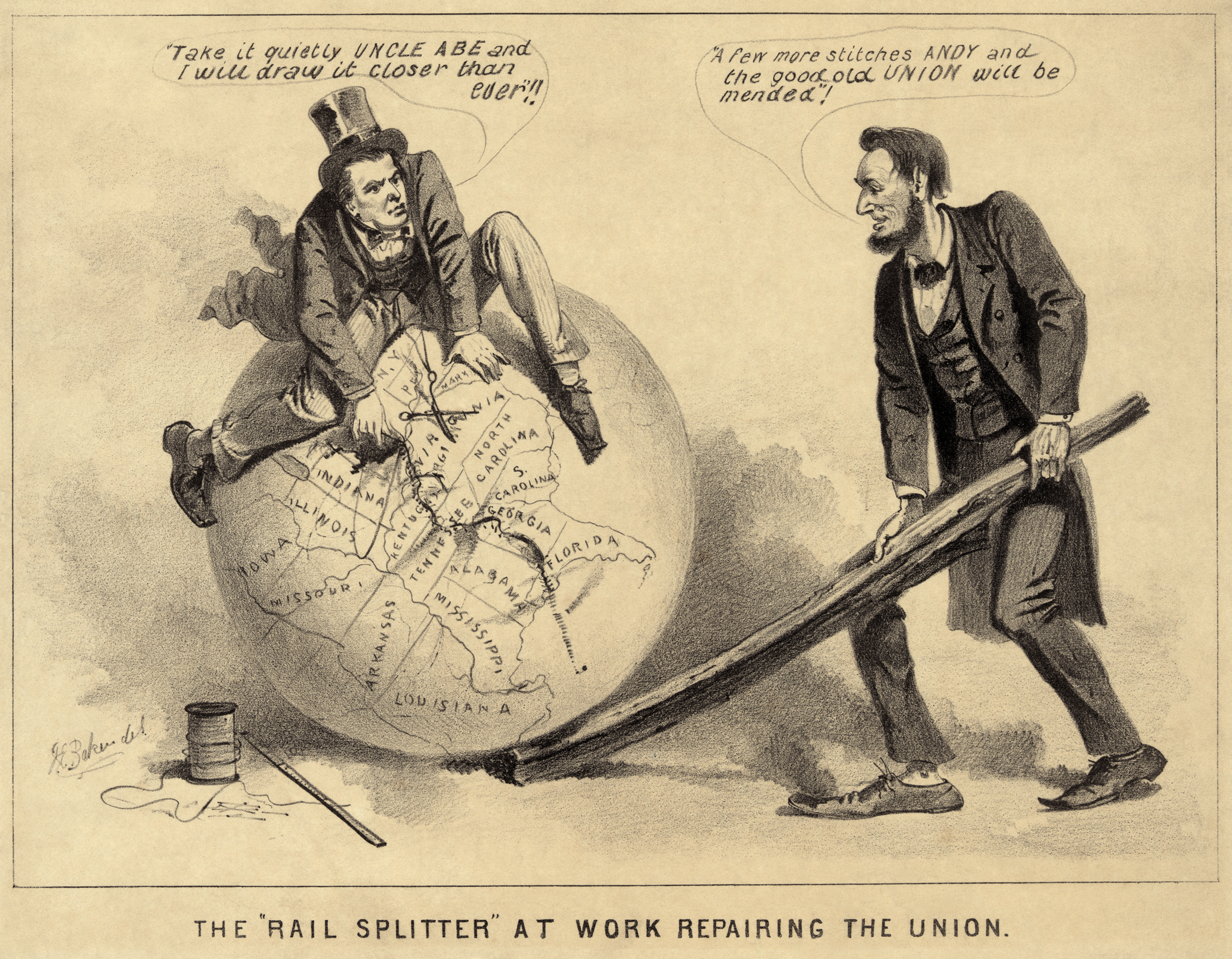
1865年的政治漫画：副总统安德鲁·约翰逊（曾为裁缝）和林肯。

对美国的重建在战争期间便已经开始；林肯和幕僚们预料到他们将面临将南方州重新纳入联邦的问题，以及邦联领导人和获得自由的奴隶的命运问题。在李投降之后，一位将军向林肯询问应当如何对待战败的邦联军，林肯回答：“宽容对待他们。”在这方面林肯言行一致，在重建政策上亲自领导温和派，并受到激进共和党人诸如撒迪厄斯·史蒂文斯、查尔斯·萨姆纳和本杰明·韦德的反对（他们支持林肯的其他政策）。为了找到能够重新统一国家但不疏远南部的办法，林肯呼吁在战争期间更快地举行选举。1863年12月8日，林肯公布《特赦宣言》，特赦处理那些没有在邦联政府中任职过、没有虐待联邦战俘且愿意宣誓效忠的人。
在南方州被击败后，应当对领导问题作出关键决策，并且改革其政府。需要特别关注的是田纳西和阿肯色，林肯分别在两个州任命安德鲁·约翰逊和弗雷德里克·斯蒂尔为军事州长。在路易斯安那，林肯要求纳撒尼尔·P·班克斯将军推动一项计划，当10%的选民同意时，该地将重新成为一个州。林肯的民主党政敌们抓住这一机会，控告林肯运用军队来达成他和共和党的政治目标。同时，激进派共和黨人认为他的政策过于仁慈，并于1864年通过自己的计划《韦德-戴维斯法案》。林肯否决这一法案，于是激进派拒绝为来自路易斯安那、阿肯色和田纳西的选举代表提供席位。
林肯的任命决定旨在同时控制温和派和激进派的共和黨人。为了填补首席大法官托尼的席位，他任命激进派共和黨人选萨蒙·P·蔡斯。他认为蔡斯能够支持奴隶解放和纸钞发行的政策。
在实施《解放奴隶宣言》（并不对每个州都有效）之后，林肯向国会施压，希望通过宪法修正案在全国范围内取缔奴隶制。林肯宣布修正案将会“彻底解决这一问题”。1863年12月，修正案已被送至国会。1864年6月15日的众议院第一次投票中，由于没能达到指定的三分之二多数，修正案没能通过。在1864年选举中，通过修正案成为共和党的政纲内容。在众议院经过长期辩论之后，1865年1月31日，第二次投票通过这一修正案，并将之送往各州签署。签署生效之后，1865年12月6日，这一修正案成为美利坚合众国宪法第十三条修正案。
战争临近结束时，林肯对于南方的重建仍然有变数；他认为联邦政府对数百万自由民的责任似乎有限的。他签署查尔斯·萨姆纳的《自由民局》法案，建立一个临时的联邦机构用于满足前奴隶的即刻物质需求。法案提供能够租赁三年的土地，并使自由民享有购买地权的权利。林肯称他对路易斯安那的计划并不对所有重建的州都适用。在他被刺之前，他宣布他对于南方的重建有新计划。林肯的内阁表示林肯计划在短期内军事控制南方州，直至它们为南方联邦派控制之后再重新纳入联邦。
史学家表示他们无法猜测假如林肯活下来之后他会做出什么，但根据他已知的政策立场和他的政治才能做出一定的预测。
根据大卫·林可夫所说，林肯的传记作者詹姆斯·G·兰道尔和理查德·N·库伦特提出：
假如林肯活下来，他很可能会延续和约翰逊相似的政策，并且会同国会中的激进派发生冲突，但他将为自由民带来更好的结果，并且他的政治才能将使他不会犯约翰逊所犯的一些错误。
埃里克·福纳则提出：
与萨姆纳和其他激进派不同，林肯不认为重建是在解放奴隶基础上的一次政治和社会大革命的机会。他长期以来都反对没收和重新分配土地。他和大部分共和党人在1865年4月都认为投票权应当为各州所决定。他假设南方的政治控制将转移到联邦派的白人、不情愿的分离派以及有远见的前邦联派人手中。然而在战争期间，在一开始受到一定反对之后，林肯逐渐支持最初由废奴主义者和激进共和党人提出的立场。林肯必然会认真听从前奴隶要求更多保护的呼告。很可能林肯和国会将会同意一项包括联邦保护基本民权而限制黑人投票权的重建政策，并与林肯在死前提出的路线一致。

### 重新定义共和国与共和制

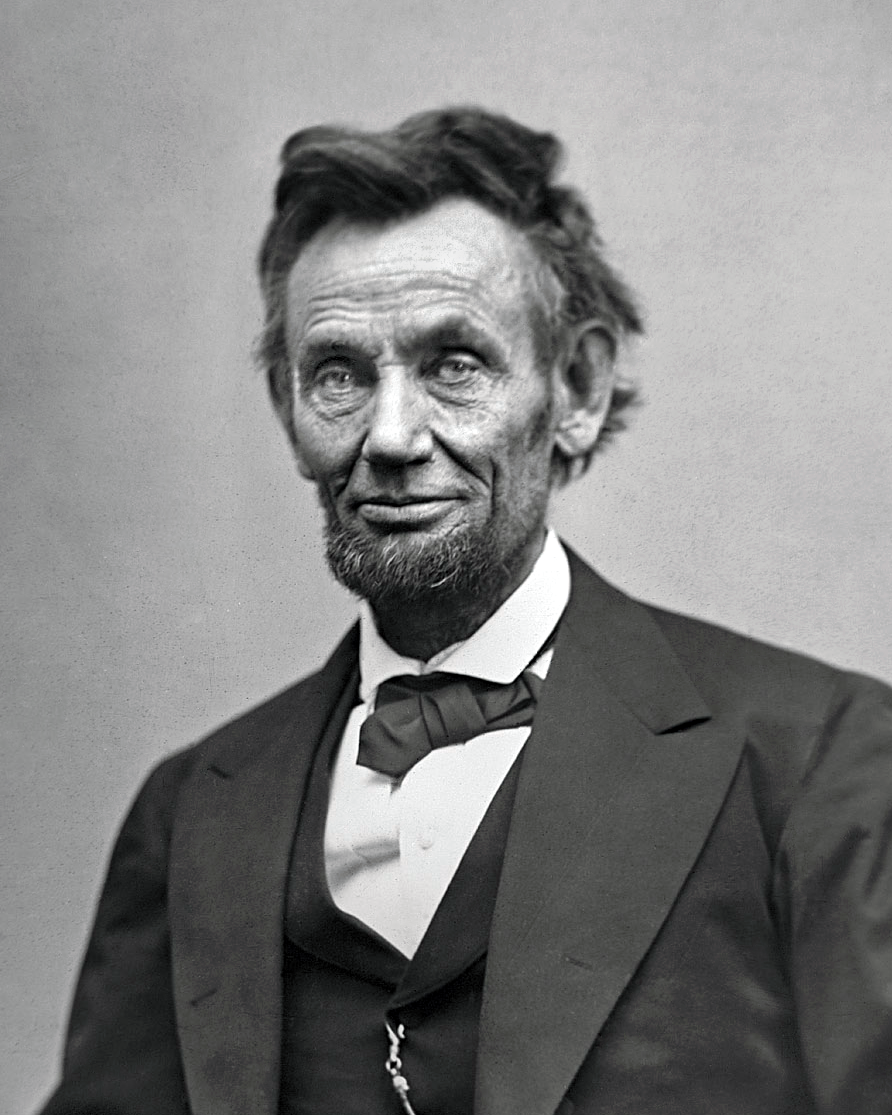
1865年2月的林肯，在他被暗杀之前近两个月。

国家的重新统一对其名称产生影响。“合众国”（United States）一名在历史上被使用，有时候使用复数，有时候使用单数，在语法上没有定数。在单数至19世纪末成为主流这方面，南北战争是十分重要的一个因素。
近几年，史学家如哈里·雅法、赫尔曼·贝尔茨、约翰·迪金斯、弗农·波顿和埃里克·福纳都着重强调林肯对于共和主义价值的重新定义。早在1850年代，在政治语言强调宪法的神圣性时，林肯便将重点转移到《独立宣言》上，称它是美国政治价值的基石，共和主义的“大锚”。《独立宣言》对自由和人人平等的强调与宪法对奴隶制的宽容形成对比，并转移辩论的重点。迪金斯对1860年初的《库伯联盟演说》评论道：“林肯向美国展现一个历史上理论，而这对于这一理论以及共和制的命运都做出巨大的贡献。”他的立场之所以有力是因为他强调共和制的道德基础，而非法制基础。不过在1861年，林肯仍然通过法制概念试图为战争正名（《宪法》是一部契约，假如一方希望退出契约，必须获得其他人的同意），然后以国家责任的角度阐释每个州都应当有一个共和制的政府。波顿（2008年）提出林肯的共和主义思想在自由民获得解放之后为他们所采纳。
1861年3月4日，在他的第一次就职演讲中，林肯探索民主制度的本质。他认为分裂国家是无政府主义的行为，并解释多数派统治的原则需要通过美国体制中的宪法限制来平衡。他说“一个受着宪法的制衡，总是随着大众意见和情绪的慎重变化而及时改变的多数派，是自由人民的唯一真正的统治者。”

### 其他立法
林肯坚持辉格党的总统理论，即国会拥有主要的立法权力，而总统则有执行的权力。林肯只否决国会通过的四个法案；唯一一个重要的法案是《韦德-戴维斯法案》，这一法案的重建政策十分严酷。1862年他签署《宅地法》，使联邦在西部拥有的数百万英亩土地可以以低价购买。《摩利尔土地拨赠法案》在1862年签署，为每个州的农业大学提供拨赠。1862年和1864年的《太平洋铁路法案》为美国的第一条横贯大陆铁路提供联邦支持，并于1869年完工。《宅地法》和《太平洋铁路法案》的通过得益于南方国会议员的缺席（他们在1850年代反对此类政策）。
其他的重要立法包括两项提升联邦政府收入的措施：关税（有先例）以及新的联邦收入税。1861年，林肯签署第二和第三《摩利尔关税法案》（第一法案在布坎南任上立法）。同年，林肯签署《1861年税收法案》，创立第一项美国收入税，对于收入高于$800（约为今日$28,000）的实施固定的3%税率，而在《1862年税收法案》中则改为累进税率。
林肯任内，联邦政府的经济影响在其他一些领域也得到扩大。《国家银行法案》创立国家银行体系，为美国建立强大的金融网络，并确立本国货币。1862年，在林肯的支持下，国会立法建立农业部。1862年，林肯派出约翰·波普将军镇压明尼苏达的“苏族起义”。303名苏族人被控屠杀无辜农民而被判处死刑，但林肯对每一个人重审，并最终批准39个人的死刑（有一人后来得到缓刑）。林肯还计划对联邦的印第安人政策改革。
在格兰特对李的战役产生巨大损失之后，林肯曾考虑颁布总统令再一次征兵，但最终没有这么做。然而面对此类传言，《纽约世界报》和《商业周报》刊登虚假的征兵令，由此使这两家报纸的编辑和其他人员能够抄底黄金市场。林肯对此的反应十分强硬：他要求军队直接查抄这两家报社。查抄持续两日。
林肯使感恩节成为美国全国的节日。在林肯任总统之前，感恩节自17世纪以来是新英格兰的地区性节日，但联邦政府只偶尔并不定期宣布其为节日。最后一次宣布节日是在50年前詹姆斯·麦迪逊的任期内。1863年，林肯宣布当年11月的最后一个星期四为感恩节。1864年6月，林肯批准国会的《约塞米蒂拨赠》，为今日的约塞米蒂国家公园区域提供前所未有的联邦保护。

### 司法任命

#### 最高法院任命

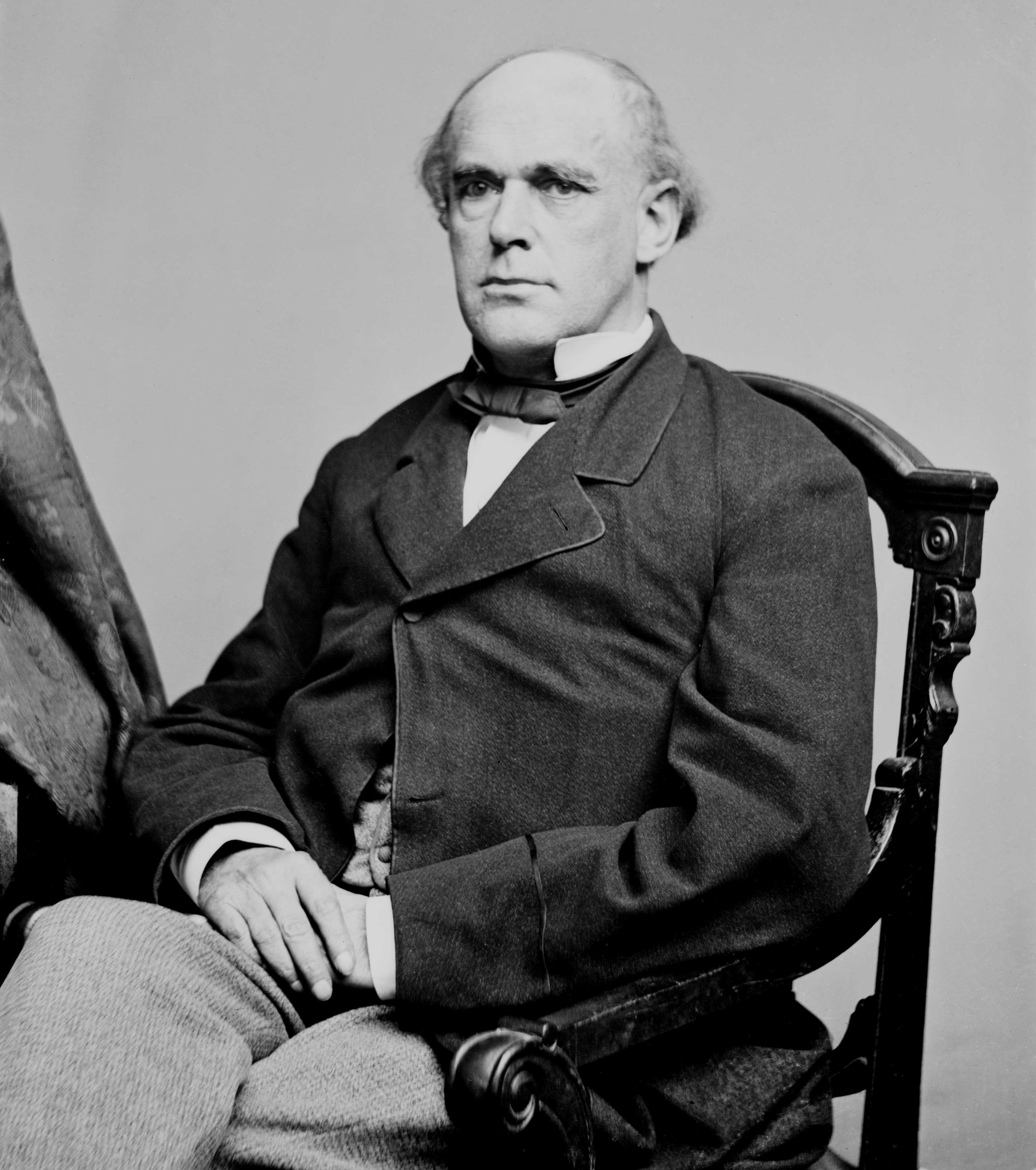
林肯选定萨蒙·波特兰·蔡斯作为美国首席大法官。

- 诺亚·海恩斯·斯维恩（英语：Noah Haynes Swayne） – 1862年
- 萨缪尔·弗里曼·米勒（英语：Samuel Freeman Miller） – 1862年
- 大卫·戴维斯（英语：David Davis (Supreme Court justice)） – 1862年
- 史蒂芬·约翰逊·菲尔德（英语：Stephen Johnson Field） – 1863年
- 萨蒙·波特兰·蔡斯 – 1864年（首席大法官）

林肯在司法任命方面的公开立场是“我们不能去询问一个人他要怎么做；如果我们这么做，他也回答了，我们便应当由此蔑视他。因此，我们应当选择一个观点为大家所知的人。”林肯五次任命最高法院。诺亚·海恩斯·斯维恩作为一个支持联邦而反对奴隶制的律师，于1862年1月21日被提名，1月24日上任。萨缪尔·弗里曼·米勒在1860年选举中支持林肯，并且是一个坚定的废奴主义者，于1862年7月16日被提名并在同日得到任命。大卫·戴维斯是1860年林肯竞选团队的经历，也在伊利诺伊州巡回法庭从事过，于1862年12月1日被提名，12月8日上任。史蒂芬·约翰逊·菲尔德先前是加利福尼亚州最高法院法官，于1862年3月6日被提名，3月10日上任，在地域上和政治上（民主党人）实现平衡。萨蒙·P·蔡斯是林肯任下的财长，于1864年12月6日被提名为首席大法官并于同日得到任命。林肯认为蔡斯是一名优秀的法律工作者，他将支持重建时期的立法，他的上任将会团结共和党。

#### 其他司法任命
林肯总共任命32位联邦法官，包括四位最高法院大法官和一位首席大法官，以及27位美国联邦地区法院法官。林肯在任内没有任命巡回法庭法官。

### 加入联邦的州
西弗吉尼亚州于1863年6月20日加入联邦。它包括原弗吉尼亚州西北端的几个县，在弗吉尼亚州宣布脱离联邦后，这几个县宣布脱离弗吉尼亚州。作为加入联邦的条件，西弗吉尼亚的宪法中规定将逐渐废除奴隶制。内华达州于1864年10月31日作为自由州加入联邦，它也是位于北美洲偏西部地区的第三个州。

## 遇刺身亡

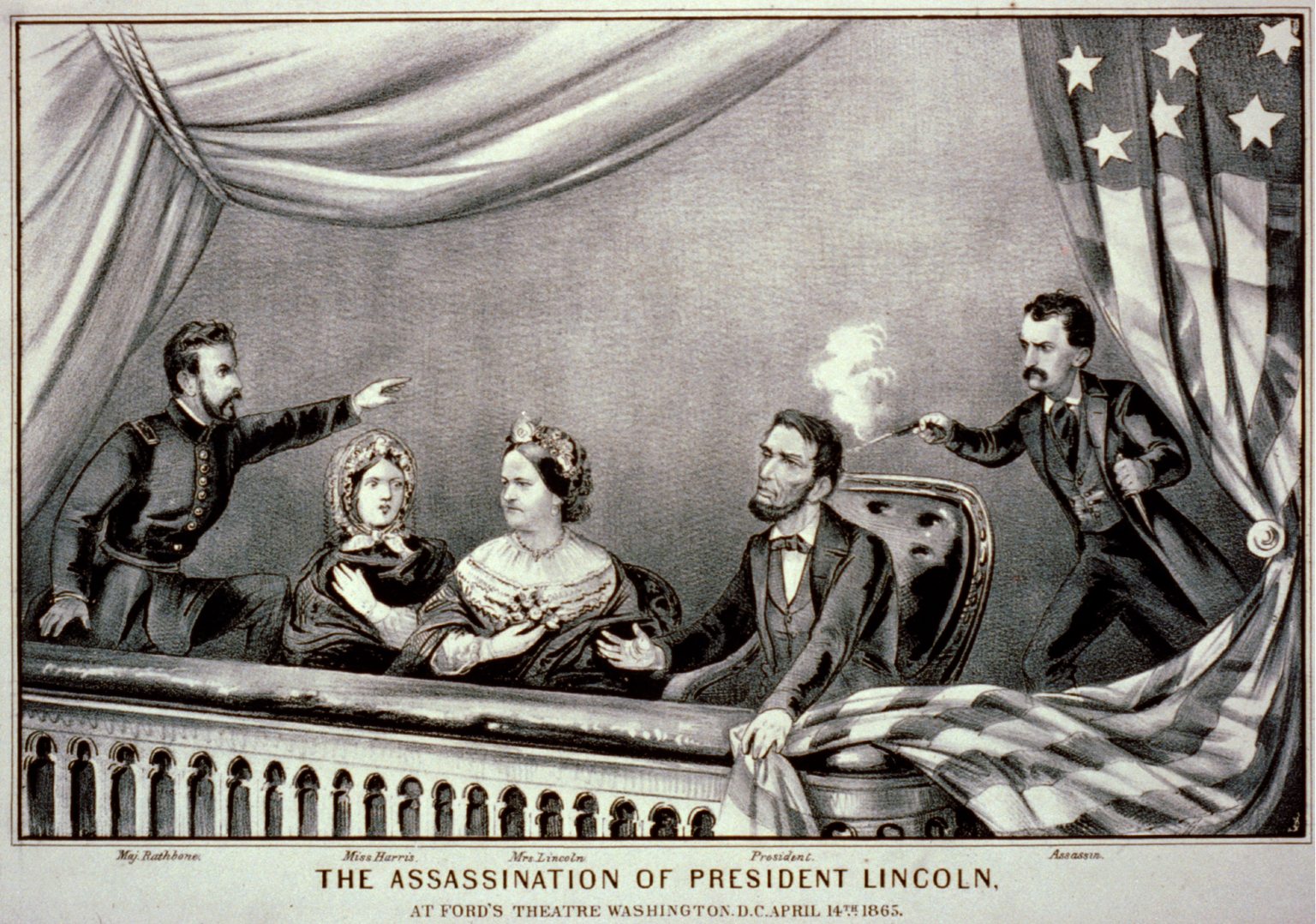
福特剧院总统包厢内的情形，从左至右为亨利·拉斯本、克拉拉·哈里斯、玛丽·托德·林肯、亚伯拉罕·林肯以及约翰·威尔克斯·布斯。

约翰·威尔克斯·布斯是来自马里兰州的著名演员和邦联间谍；他从未加入邦联军，但与邦联的特务机关有来往。1864年，布斯计划（与托马斯·N·康拉德在邦联授权下的计划类似）绑架林肯以换取释放邦联战俘。

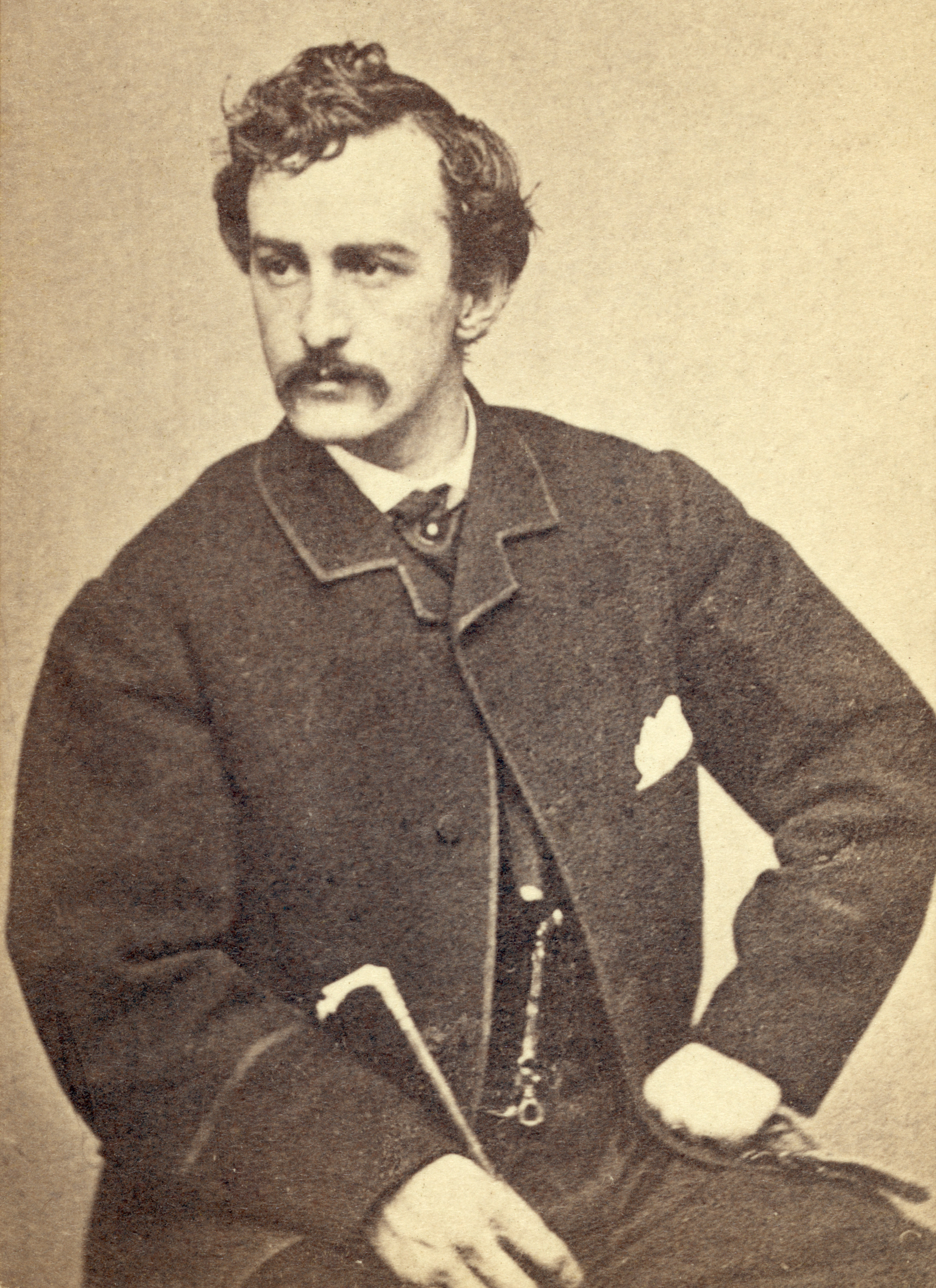
约翰·威尔克斯·布斯，刺殺林肯的兇手

1865年4月11日，在参加一次林肯旨在为黑人争取投票权的演说之后，愤怒的布斯改变计划，决定刺杀总统。听说总统、总统夫人、统帅格兰特将会来到福特剧院后，布斯与人一同谋划刺杀副总统安德鲁·约翰逊、国务卿威廉·H·苏厄德和格兰特将军。4月14日，林肯没有带上首席保镖沃德·希尔·拉蒙便前往观看《我们的美国兄弟》一剧。格兰特和夫人此前临时决定前往费城，没有一同观赏戏剧。
林肯这时的保镖约翰·帕克在幕间休息时离开剧院，同林肯的马车夫在隔壁的沙龙一起饮酒，林肯毫无保卫的坐在总统包厢内。趁此时机，布斯约于晚10时13分潜至林肯背后，瞄准脑后近距离开枪，林肯重伤。亨利·拉斯本少校同布斯缠斗，被布斯刺伤。然后布斯逃走。
在逃亡十日之后，布斯被发现躲在弗吉尼亚州一处位于华盛顿南70英里（110）的农场里。4月26日，在同联邦军交火后，布斯被波士顿·科贝特中士击毙。
在刺杀发生时，军医查尔斯·李尔也在剧院内，立刻急救。他发现林肯没有任何反应、呼吸几乎停滞且无法察觉脉搏。在确定林肯是被射中头部而非原先设想的刺中肩部之后，他试图清理头部血块，之后林肯开始能够相对自然地呼吸。他被送过街安置到彼得森住所。在昏迷九小时之后，林肯于4月15日早间7时22分离世。在场的长老会牧师菲尼亚斯·丹斯摩尔·格利为他祷告，战争部长斯坦顿向他致敬，并说道：“现在，他属于千秋万世。”
此后，林肯为国旗所包裹的遗体在雨中为脱帽的联邦军官护送至白宫，全城教堂钟声响起。在林肯逝世不到三小时之后，早上10时，约翰逊宣誓就职。林肯的遗体于4月19日至4月21日先是置於东厅，然后陈列在大厅。他和儿子威利的棺材被装在“合众国”车厢内；接下来三周，以黑色旗帜装饰的“林肯特别号”列车运载着林肯的遗体缓慢迂回地由华盛顿驶向斯普林菲尔德，在北方许多城市停留，成千上万人参加追悼，而许多人则在铁轨边奏乐、点篝火以及唱圣歌，或沉默而充满敬畏地脱帽目送火车驶过。

## 宗教和哲学信仰

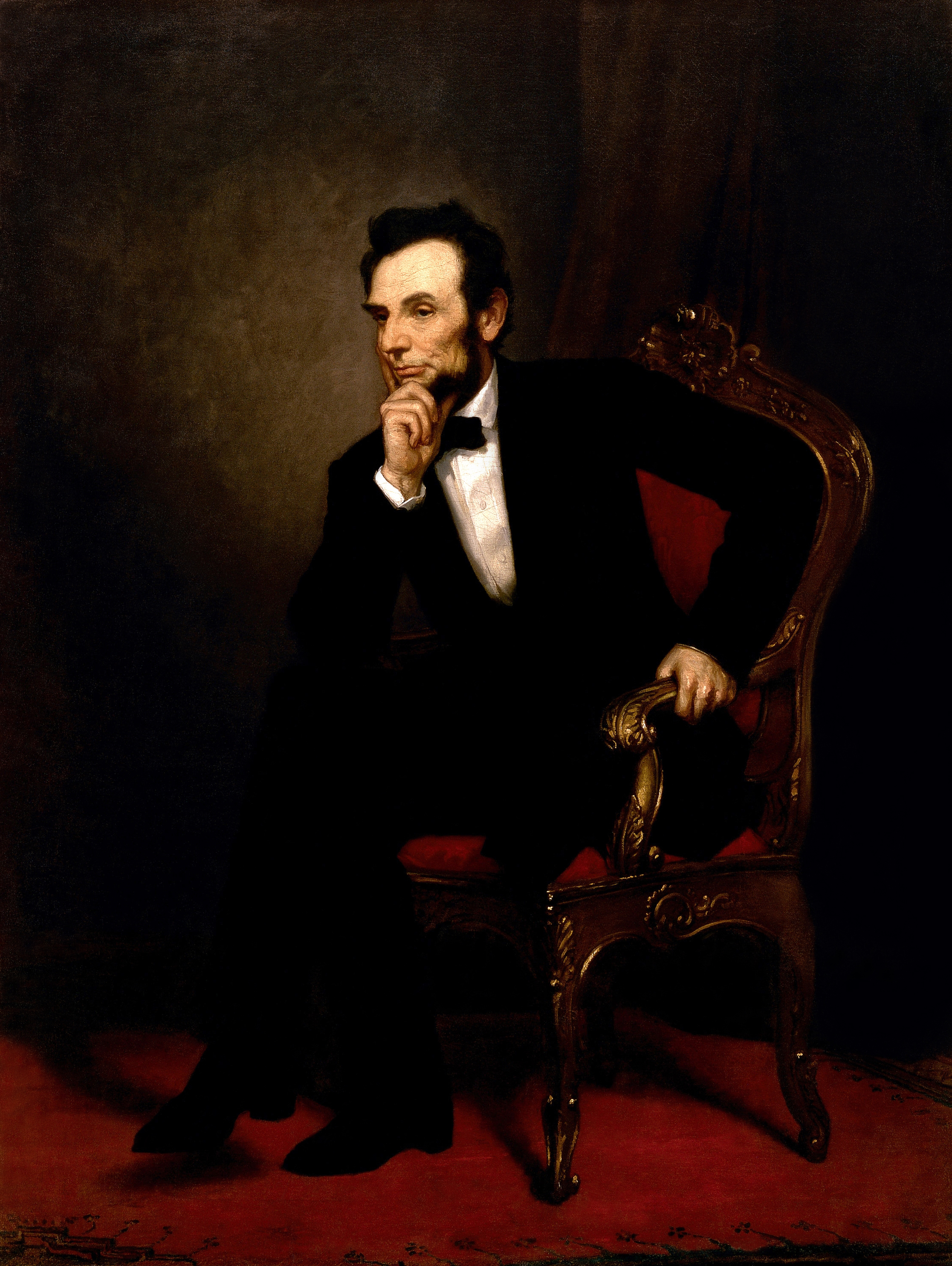
《林肯像》，1869年乔治·彼得·亚历山大·希利作。

年轻时的林肯对宗教持怀疑观点，而在一位传记家的笔下甚至是“破坏偶像者”。在此后，林肯频繁使用宗教意象和语言，这可能反映了他的个人信仰，也可能是他吸引听众（他的听众多为福音派）的手段。他从未加入教会，但时常与妻子一同参加教堂活动。然而，他对《圣经》十分熟悉，从中引用语段，并赞扬它。对于个人信仰的问题他较为缄默，并尊重其他人的信仰。林肯从未明确宣布自己的信仰，但他的确相信塑造事件的全能自然神，1865年，他已开始在演说中表达此类观点。
1840年代，林肯支持需要主义，这一主义认为人的思想是为某种更高的力量所控制的。1850年代，林肯认可广泛意义的“天命”，鲜少使用福音派的语言或意象；他对国父们的共和主义思想的尊崇几乎达到虔诚的程度。在儿子爱德华死后，林肯更频繁地承认自己有依靠于上帝的需要。1862年2月威利的死可能使林肯向宗教寻求答案和慰藉。在威利死后，林肯从神的角度思考为何战争的严酷性是必须的。他在这时写道上帝“本可以不需要人类斗争便拯救或毁灭联邦。然而斗争却开始了。而在斗争开始之后，神可以在任何一日将胜利赋予任何一方。然而斗争却继续。”在他被刺的那天，他反复告诉妻子自己希望能够造访圣地。

## 健康
许多人认为林肯在被刺之前健康状况便在走下坡路，这多是基于他照片上的模样——他体重减轻且肌肉萎缩。有人认为他患有一种罕见的遗传障碍MEN2b，这导致他受甲状腺髓样癌、粘膜神经瘤和类马凡氏综合征的影响。有人则根据他的身高和细长纤弱的手指，潜在的织脉瓣闭锁不全导致头部的跳动（德谬塞氏征——林肯在照片中头部较为模糊，而当时的照片曝光时间较长）直接称他有马凡氏综合征。费城的共和国大军博物馆至今拒绝对他的DNA检测。

## 历史声誉
在1940年代以来学界对美国总统的排名中，林肯稳居前三位，甚至时常位列第一。2004年的一项研究表明，历史和政治学界的学者将林肯排在第2位，而法律界学者则将他排在华盛顿之后，位列第二。在自1948年以来的大部分总统排名投票中，林肯都被排在第二位：1948年施莱辛格、1962年施莱辛格、1982年穆雷布莱辛、1982年芝加哥论坛报、1996年施莱辛格、1996年CSPAN、1996年莱丁斯-迈克伊弗、2008年时代周刊、2009年CSPAN。多数时候，前三名为林肯、华盛顿和富兰克林·D·罗斯福占据，只是林肯与华盛顿或是华盛顿与罗斯福的位置时常对调。
林肯的遇刺使他成为了国家的殉道者，并赋予他近乎神话一般的評價。对于废奴主义者来说，林肯是人类自由的捍卫者。共和党人将林肯的名字与自己的政党联系在一起。许多美国人，虽然并非全部南方人，认为林肯是一个有杰出才能的人。
施瓦茨提出林肯的声望在19世纪末提升缓慢，直至进步时代（1900至1920年代），他成为美国历史上最受尊崇的英雄人物之一，甚至南方白人也同意这一点。这一风潮在1922年林肯纪念堂在华盛顿开放达到顶峰。在罗斯福新政时代，自由派对林肯作为自力更生者或战时总统的崇敬稍減，但认为他是平凡人的代表，必然会支持福利国家的构想。在冷战时期，林肯的形象成为自由的象征，为那些在共产主义政权之下受到压迫的人带来希望。
到1970年代，林肯成为美国政治保守派的英雄人物，原因是他支持民族主义、支持商业、坚持阻止人类奴役的扩张、基于自由和传统的洛克和伯克式的原则，以及他对国父所立原则的坚持。作为辉格党活动家，林肯是商业利益的代言人，支持高关税、银行业、内部提升和铁路建设，反对杰克逊民主。威廉·C·哈里斯认为林“对国父、宪法、宪法下法律、共和制和其体系的尊崇加强他的保守主义立场。”詹姆斯·G·兰道尔强调他的容忍，尤其是他的温和主张，“对有序进步的偏向、对危险躁动的不信任，以及对难以消化的改革方案的不情愿”。兰道尔总结道：“在他完全回避所谓的‘激进主义’（即对南方欺压、对奴隶主的愤恨、对复仇的渴望、党派阴谋和希望南方体制在一夜之间为外人所改变）这方面，他是保守主义的。”
到1960年代末，自由派诸如史学家勒容·本内特则有不同的看法，尤其是在林肯对待种族问题的方面。本内特由于在1968年称林肯为白人至上主義论者而受到广泛关注。他注意到林肯使用种族蔑称，说嘲讽黑人的笑话，强调自己反对社会平等，并建议将解放奴隶送到外国。林肯的支持者，例如作家德克和卡辛则说林肯要比与他同一时代的大多数政客好得多，并且他是一个“道德远见者”，巧妙地推动废奴主义事业，在政治上做到最快。而他对反对平等的强调则将问题的重心从“解放者林肯”转移到黑人身上，由此显得黑人是自己挣脱奴隶制的枷锁，或者至少这能够在解放奴隶方面对政府施压。史学家巴里·施瓦茨在2009年写道林肯的形象在20世纪末受到“侵蚀、褪色和温和的嘲讽”。而唐纳德则在他1996年的传记中写到林肯的性格是“消极能力说”的代表，这一说法为诗人约翰·济慈所定义，用于描述那些“在不确定和怀疑中能保持安心，并不被迫向事实或理性前进”的杰出领袖们。
林肯经常为好莱坞所描绘，形象几乎一直都是十分积极及正面的。

## 纪念地

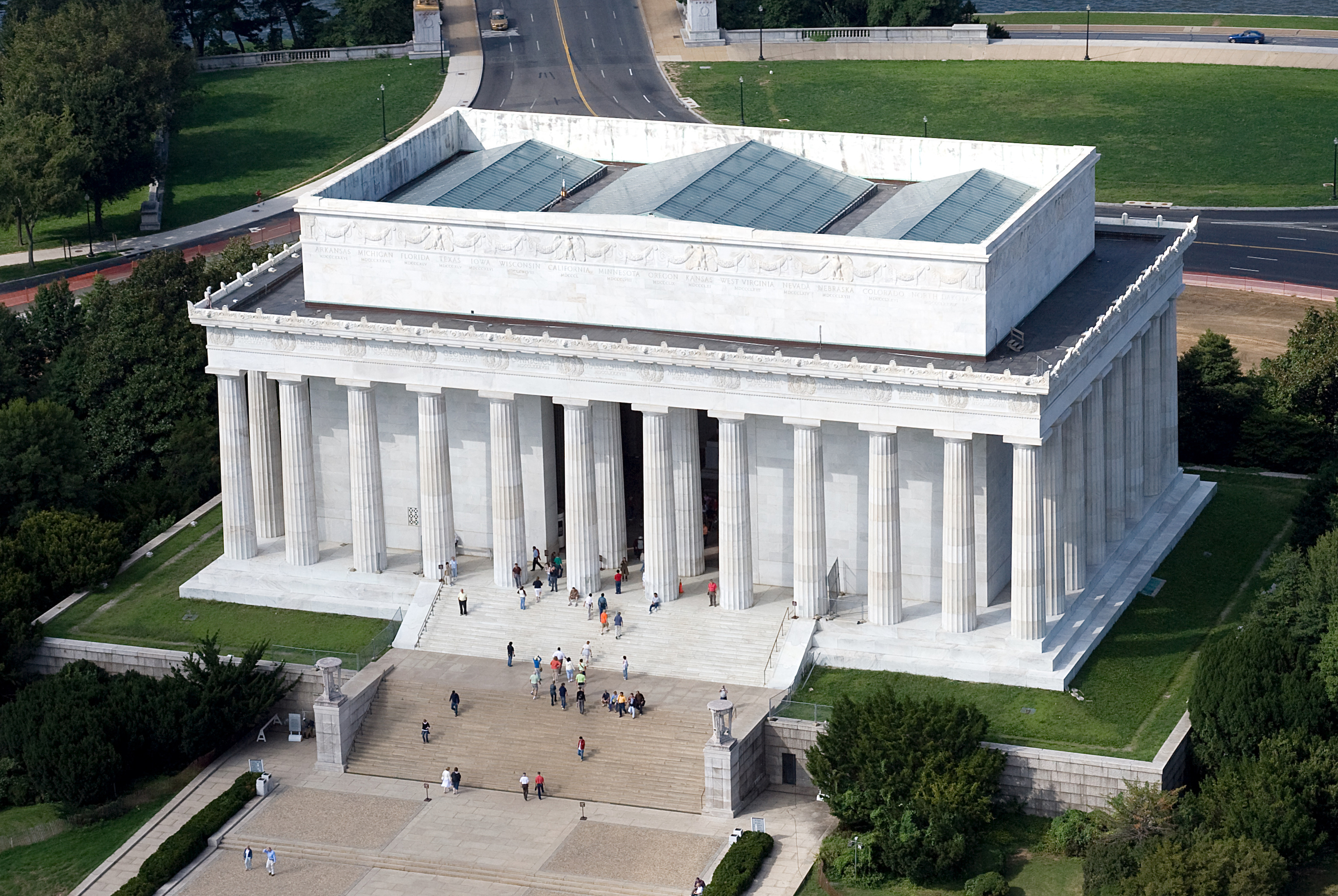
华盛顿特区的林肯纪念堂。

林肯的头像出现在两种面值的美国货币上——1美分硬币和5美元纸币。他的相貌还出现在许多邮票上，并为许多城镇和县的名字所纪念，例如内布拉斯加州的首府。
最为著名且访问量最大的纪念地是华盛顿特区的林肯纪念堂；拉什莫尔山上的林肯像；华盛顿的福特剧院和彼得森住所以及伊利诺伊州斯普林菲尔德的亚伯拉罕·林肯总统图书馆和博物馆，以及附近的宅邸及墓园。
社会学家巴里·施瓦茨研究美国的文化记忆，提出在1930年代和1940年代，对林肯的记忆是十分神圣而实用的，它为国家提供“一个道德标志，鼓励和引导美国人的生活”。富兰克林·D·罗斯福在备战期间引用林肯的话语，来表明德国和日本带来的威胁。美国人问道：“林肯会怎么做？”然而他还发现在二战之后林肯的象征性力量减弱了，而这“褪色的英雄恰好是人们对国家的伟大失去信心的象征”。他认为后现代主义和文化多元主义在一定程度上稀释“伟大”这一概念。

## 文化描寫

### 小說
- 《吸血鬼獵人林肯》：2010年出版，由賽斯·葛雷恩·史密斯所著。
- 《林肯在中陰》：2017年出版，由喬治·桑德斯所著。

### 電視
- 《北與南》：1985年迷你影集，由賀爾·賀爾布魯克飾演。
- 《林肯（英语：Lincoln (miniseries)）》：1988年迷你影集，由山姆·華特斯頓飾演。
- ：1993年動畫片，由安東尼·方迪（Anthony Fonte）配音。
- 《刺殺大行動（英语：The Day Lincoln Was Shot）》：1998年電視電影，由兰斯·亨利克森飾演。
- 《克隆高校（英语：Clone High）》：2002年動畫劇集，複製人亞伯·林肯由威爾·福爾特配音。
- 《蝙蝠俠智勇悍將》：2011年動畫影集，由彼得·雷納迪（英语：Peter Renaday）配音。
- 《穿越時間線（英语：Timeless (American TV series)）》：2016年電視劇，由麥可·克雷布斯（英语：Michael Krebs）飾演。
- 《格蘭特（英语：Grant (miniseries)）》：2020年迷你影集，由卡雷爾·內爾（Carel Nel）飾演。
- 《討厭鬼與莫莉麥琪》：2021年動畫影集，由凱爾塞·格拉瑪配音。
- 《亞伯拉罕·林肯（英语：Abraham Lincoln (miniseries)）》：2022年迷你影集，由格雷厄姆·西布利（Graham Sibley）飾演。
- 《帝國時代2（英语：History of the World, Part II）》：2023年電視劇，由提摩西·西蒙斯飾演。
- 《刺客追捕令（英语：Manhunt (miniseries)）》：2024年電視劇，由漢米許·林克萊特飾演。

### 電影
- 《一個國家的誕生》：1915年電影，由約瑟夫·亨伯里（英语：Joseph Henabery）飾演。
- 《亞伯拉罕·林肯（英语：Abraham Lincoln (1930 film)）》：1930年電影，由沃爾特·休斯頓飾演。
- 《少年林肯》：1939年電影，由亨利·方達飾演。
- 《伊利諾斯州的林肯（英语：Abe Lincoln in Illinois (film)）》：1940年電影，由雷蒙德·馬西（英语：Raymond Massey）飾演。
- 《西部開拓史》：1963年電影，由雷蒙德·馬西飾演。
- 《阿比和阿弟的冒險》：1989年電影，由羅伯特·V·巴隆（英语：Robert V. Barron）飾演。
- 《博物館驚魂夜2》：2009年電影，漢克·阿扎里亞為林肯像配音。
- 《驚殺大陰謀（英语：The Conspirator）》：2010年電影，由傑拉德·貝斯特羅姆（Gerald Bestrom）飾演。
- 《活屍獵人：林肯總統（英语：Abraham Lincoln vs. Zombies）》：2012年電影，戲仿同年電影《吸血鬼獵人：林肯總統》，由小比爾·奧伯斯特（英语：Bill Oberst Jr.）飾演。
- 《吸血鬼獵人：林肯總統》：2012年電影，改編自2010年的同名小說，由班傑明·沃克飾演。
- 《林肯》：2012年傳記電影，改編自書籍《無敵：林肯不以任何人為敵人，創造了連政敵都同心效力的團隊（英语：Team of Rivals）》，由丹尼爾·戴-路易斯飾演。
- 《拯救林肯（英语：Saving Lincoln）》：2013年電影，由湯姆·阿瑪迪斯（英语：Tom Amandes）飾演。
- 《刺殺林肯》：2013年電影，由比利·坎貝爾飾演。
- 《樂高玩電影》：2014年動畫電影，由威爾·福爾特配音。
- 《皮巴弟先生與薛曼的時光冒險》：2014年動畫電影，由傑斯·哈爾內（英语：Jess Harnell）配音。
- 《失鞋戰場（英语：Field of Lost Shoes）》：2014年電影，由麥可·克雷布斯飾演。
- 《樂高玩電影2》：2019年動畫電影，由威爾·福爾特配音。
- 《靈魂急轉彎》：2020年動畫電影。
- 《美國：一部電影》：2021年動畫電影，由威爾·福爾特配音。

### 遊戲
- 《代號 S.T.E.A.M.》：2015年電子遊戲，由威爾·惠頓配音。

## 货币头像和纪念邮票
|  |  |

### 引用
1. ↑  Judson, Karen. . Enslow Publishers. 2008: 29. ISBN 978-0-7660-3170-8. Before he became a candidate for office, the twenty-five-year-old Lincoln had not declared himself a member of either party, ... In the 1834 election, Lincoln ran as a Whig candidate.
2. ↑  Randall (1947), pp. 65–87.
3. ↑  Donald (1996), pp. 20–22.
4. ↑  White, pp. 12–13.
5. ↑  Donald (1996), p. 21.
6. ↑  Donald (1996), pp. 22–24.
7. 1 2  Sandburg (1926), p. 20.
8. ↑  Lincoln, Eilliam Ensign. . Boston: Houghton Mifflin Co. 1909: 85.
9. ↑  Donald (1996), p. 20, 30-33.
10. ↑  Donald (1996), pp. 26–27.
11. ↑  White, pp. 25, 31, 47.
12. ↑  Donald (1996), p. 33.
13. ↑  Donald (1996), p. 41.
14. ↑  Donald (1996), pp. 30–33.
15. ↑  Donald (1996), pp. 28, 152.
16. ↑  Donald (1996), pp. 29–31, 38–43
17. ↑  Merrill D. Peterson. . Oxford U.P. 1995: 110  [2014-04-27]. ISBN 978-0-19-988002-7. （原始内容存档于2015-04-07）.
18. ↑  Donald (1996), p. 36.
19. ↑  Thomas (2008), pp. 23–53
20. ↑  Sandburg (1926), pp. 22–23.
21. ↑  Donald (1996), pp. 55–58.
22. 1 2  Donald (1996), pp. 67–69; Thomas (2008), pp. 56–57, 69–70.
23. ↑  Lamb, p. 43.
24. 1 2  Sandburg (1926), pp. 46–48.
25. ↑  Donald (1996), p. 86.
26. ↑  Donald (1996), p. 87.
27. ↑  Sandburg (1926), pp. 50–51.
28. ↑  Donald (1996), p. 93.
29. ↑  Baker, p. 142.
30. ↑  White, p. 126.
31. ↑  Baker, p. 120.
32. ↑  White, pp. 179–181, 476.
33. ↑  Jason Emerson. . SIU Press. 2012: 420  [2014-04-27]. ISBN 978-0-8093-3055-3. （原始内容存档于2020-10-06）.
34. ↑  Steers, p. 341.
35. ↑  Shenk, Joshua Wolf. . The Atlantic. The Atlantic Monthly Group. October 2005  [2014-04-27]. （原始内容存档于2011-10-20）.
36. ↑  Foner (1995), pp. 440–447.
37. ↑  Donald (1996), pp. 40–42.
38. ↑  Winkle, pp. 86–95.
39. ↑  Sandburg (2002), p. 14
40. ↑  Donald (1996), p. 46.
41. ↑  Winkle, pp. 114–116.
42. ↑  Donald (1996), pp. 53–55.
43. ↑  White, p. 59.
44. ↑  Donald (1996), p. 64.
45. ↑  White, pp. 71, 79, 108.
46. ↑  Donald (1948), p. 17.
47. ↑  Simon, p. 283.
48. ↑  Simon, p. 130.
49. ↑  Donald (1996), p. 134.
50. ↑  Foner (2010), pp. 17–19, 67.
51. ↑  Donald (1996), p. 222.
52. ↑  Boritt (1994), pp. 137–153.
53. ↑  Oates, p. 79.
54. ↑  Harris, p. 54; Foner (2010), p. 57.
55. ↑  Heidler (2006), pp. 181–183.
56. ↑  Holzer, p. 63.
57. ↑  Oates, pp. 79–80.
58. 1 2  Basler (1946), pp. 199–202.
59. ↑  McGovern, p. 33.
60. ↑  Basler (1946), p. 202.
61. ↑  . National Archives.   [2014-04-27]. （原始内容存档于2011-10-20）.
62. ↑  Donald (1996), p. 128.
63. ↑  Donald (1996), pp. 124–126.
64. ↑  Donald (1996), p. 140.
65. ↑  Harris, pp. 55–57.
66. ↑  Donald (1996), p. 96.
67. ↑  Donald (1996), pp. 105–106, 158.
68. ↑  Donald (1996), pp. 142–143.
69. ↑  Bridging the Mississippi （页面存档备份，存于）. Archives.gov (2011-10-19). Retrieved on 2013-08-17.
70. ↑  Donald (1996), pp. 156–157.
71. ↑  White, p. 163.
72. ↑  . Smithsonian Institution.   [2014-04-27]. （原始内容存档于2011-10-20）.
73. 1 2  Donald (1996), p. 155.
74. ↑  Dirck (2007), p. 92.
75. ↑  Handy, p. 440.
76. ↑  Donald (1996), pp. 155–156, 196–197.
77. 1 2 3  Donald (1996), pp. 150–151.
78. ↑  Harrison (1935), p. 270.
79. ↑  . Newberry Library and Chicago History Museum.   [2012-01-05]. （原始内容存档于2011-10-22）.
80. ↑  . Newberry Library and Chicago History Museum.   [2012-01-05]. （原始内容存档于2011-10-22）.
81. ↑  McGovern, pp. 36–37.
82. ↑  Foner (2010), pp. 84–88.
83. ↑  Thomas (2008), pp. 148–152.
84. ↑  White, p. 199.
85. ↑  Basler (1953), p. 255.
86. ↑  Oates, p. 119.
87. ↑  White, pp. 205–208.
88. ↑  Etulain, Richard W.; Robert W. Johannsen. . Books.google.co.uk. 2010-03-05: 16  [2012-07-05]. ISBN 978-0-8093-2961-8.
89. ↑  McGovern, pp. 38–39.
90. ↑  Donald (1996), p. 193.
91. ↑  Oates, pp. 138–139.
92. ↑  Zarefsky, pp. 69–110.
93. ↑  Jaffa, pp. 299–300.
94. ↑  White, p. 251.
95. ↑  Harris, p. 98.
96. ↑  Donald (1996), p. 209.
97. ↑  McPherson (1993), p. 182.
98. ↑  Donald (1996), pp. 214–224.
99. ↑  Donald (1996), p. 223.
100. ↑  Carwardine (2003), pp. 89–90.
101. ↑  Donald (1996), pp. 242, 412.
102. ↑  Jaffa, p. 473.
103. ↑  Holzer, pp. 108–111.
104. ↑  Carwardine (2003), p. 97.
105. ↑  Holzer, p. 157.
106. ↑  Donald (1996), p. 240.
107. ↑  Donald (1996), p. 241.
108. ↑  Donald (1996), p. 244.
109. ↑  Oates, pp. 175–176.
110. ↑  Donald (1996), p. 245.
111. ↑  Luthin, pp. 609–629.
112. ↑  Hofstadter, pp. 50–55.
113. ↑  Donald (1996), pp. 247–250.
114. ↑  Boritt (1994), pp. 10, 13, 18.
115. ↑  Donald (1996), p. 253.
116. ↑  Donald (1996), pp. 254–256.
117. ↑  Donald (1996), p. 254.
118. ↑  Mansch, p. 61.
119. ↑  Harris, p. 243.
120. ↑  White, p. 350.
121. ↑  Nevins, Ordeal of the Union vol 4. p. 312.
122. ↑  Edgar, p. 350.
123. 1 2  Donald (1996), p. 267.
124. ↑  Potter, p. 498.
125. ↑  White, p. 362.
126. ↑  Potter, pp. 520, 569–570.
127. ↑  White, p. 369.
128. ↑  White, pp. 360–361.
129. ↑  Donald (1996), p. 268.
130. ↑  Vorenberg, p. 22.
131. ↑  Vile (2003), Encyclopedia of Constitutional Amendments: Proposed Amendments, and Amending Issues 1789–2002 pp. 280–281
132. ↑  Lupton (2006), Abraham Lincoln and the Corwin Amendment （页面存档备份，存于）, Retrieved 2013-01-13
133. ↑  Vile (2003), Encyclopedia of Constitutional Amendments: Proposed Amendments, and Amending Issues 1789–2002 p. 281
134. ↑  Donald (1996), pp. 273–277.
135. ↑  Donald (1996), pp. 277–279.
136. ↑  Sandburg (2002), p. 212.
137. ↑  Donald (1996), pp. 283–284.
138. ↑  Donald (1996), pp. 268, 279.
139. ↑  1865年3月4日，亚伯拉罕·林肯的第二次就职演说
140. ↑  Allan Nevins, Ordeal of the Union (1959) vol 5 p 29
141. ↑  Sherman, pp. 185–186.
142. ↑  Donald (1996), p. 293.
143. ↑  Oates, p. 226.
144. ↑  Heidler (2000), p. 174.
145. ↑  Scott, pp. 326–341.
146. ↑  Donald (1996), pp. 303–304; Carwardine (2003), pp. 163–164.
147. ↑  Donald (1996), pp. 315, 331–333, 338–339, 417.
148. ↑  Donald (1996), p. 314; Carwardine (2003), p. 178.
149. ↑  Donald (1996), pp. 314–317.
150. ↑  Carwardine (2003), p. 181.
151. ↑  Adams, pp. 540–562.
152. ↑  Donald (1996), p. 322.
153. ↑  Prokopowicz, p. 127.
154. ↑  Benjamin P. Thomas and Harold M. Hyman, Stanton, the Life and Times of Lincoln's Secretary of War (Knopf, 1962) pp 71, 87, 229–30, 385 (quote)
155. ↑  Donald (1996), pp. 295–296.
156. ↑  Donald (1996), pp. 391–392.
157. ↑  Ambrose, pp. 7, 66, 159.
158. ↑  Donald (1996), pp. 432–436.
159. ↑  Donald (1996), pp. 318–319.
160. ↑  Donald (1996), pp. 349–352.
161. ↑  Donald (1996), pp. 360–361.
162. 1 2  Nevins (1960), pp. 2:159–162.
163. ↑  Donald (1996), pp. 339–340.
164. ↑  Goodwin, pp. 478–479.
165. ↑  Goodwin, pp. 478–480.
166. ↑  Goodwin, p. 481.
167. ↑  Donald (1996), pp. 389–390.
168. ↑  Donald (1996), pp. 429–431.
169. ↑  Nevins 6:433-44
170. 1 2  Nevins vol 6 pp. 318–322, quote on p. 322.
171. ↑  Donald (1996), pp. 422–423.
172. ↑  Nevins 6:432–450.
173. ↑  Donald (1996), pp. 444–447.
174. ↑  Donald (1996), p. 446.
175. ↑  Mackubin, Thomas Owens. . National Review. National Review. 2004-03-25  [2014-04-27]. （原始内容存档于2011-10-20）.
176. ↑  Guelzo (1999), pp. 290–291.
177. ↑  Donald (1996), pp. 364–365.
178. ↑  McPherson (1992), p. 124.
179. ↑  Guelzo (2004), pp. 147–153.
180. ↑  Basler (1953), p. 388
181. ↑  Donald (1996), pp. 364, 379.
182. ↑  Louis P. Masur, Lincoln's Hundred Days: The Emancipation Proclamation and the War for the Union (Harvard University Press; 2012)
183. ↑  Donald (1996), p. 407.
184. ↑  Donald (1996), p. 408.
185. ↑  Nevins (1960), pp. 2:239–240.
186. ↑  Donald (1996), pp. 430–431.
187. ↑  Donald (1996), p. 431.
188. ↑  Douglass, pp. 259–260.
189. ↑  Donald (1996), pp. 453–460.
190. ↑  Bulla (2010), p. 222.
191. ↑  Donald (1996), pp. 460–466.
192. ↑  Wills, pp. 20, 27, 105, 146.
193. ↑  Thomas (2008), p. 315.
194. ↑  Nevins, Ordeal of the Union (Vol. IV), pp. 6–17.
195. ↑  Donald (1996), pp. 490–492.
196. ↑  McPherson (2009), p. 113.
197. ↑  Donald (1996), p. 501.
198. ↑  . The White House Historical Association.   [2014-04-27]. （原始内容存档于2011-10-20）.
199. ↑  Thomas (2008), pp. 422–424.
200. ↑  Neely (2004), pp. 434–458.
201. ↑  Thomas (2008), p. 434.
202. ↑  Donald (1996), pp. 516–518.
203. ↑  Donald (1996), p. 565.
204. ↑  Donald (1996), p. 589.
205. ↑  Fish, pp. 53–69.
206. ↑  Tegeder, pp. 77–90.
207. ↑  Donald (1996), pp. 494–507.
208. ↑  Grimsley, p. 80.
209. ↑  Basler (1953), p. 514.
210. ↑  Donald (1996), p. 531.
211. ↑  Randall & Current (1955), p. 307.
212. ↑  Paludan, pp. 274–293.
213. ↑  Noll, p. 426.
214. ↑  Abraham Lincoln, Abraham Lincoln: Selected Speeches and Writings (Library of America edition, 2009) p 450
215. ↑  Thomas (2008), pp. 509–512.
216. ↑  Donald (1996), pp. 471–472.
217. ↑  Donald (1996), pp. 485–486.
218. ↑  Nevins, Ordeal of the Union, Vol IV., p. 206.
219. ↑  Donald (1996), p. 561.
220. ↑  Donald (1996), pp. 562–563.
221. ↑  . History.com.   [2012-11-19]. （原始内容存档于2019-04-28）.
222. ↑  . Library of Congress.   [2014-04-28]. （原始内容存档于2011-10-20）.
223. ↑  Carwardine (2003), pp. 242–243.
224. ↑  Lincove, David A. . Greenwood. 2000: 80  [2014-04-28]. （原始内容存档于2020-10-06）.
225. ↑  Foner, Eric. . W. W. Norton. 2010: 334–36  [2014-04-28]. （原始内容存档于2020-09-02）.
226. ↑  . The White House. 2011-04-12  [2014-04-28]. （原始内容存档于2011-10-20）. ... a new meaning was conferred on our country's name ...
227. ↑  Jaffa, p. 399.
228. ↑  Diggins, p. 307.
229. ↑  Foner (2010), p. 215.
230. ↑  Jaffa, p. 263.
231. ↑  Orville Vernon Burton, The Age of Lincoln (2008) p 243
232. ↑  Belz (1998), p. 86.
233. ↑  Summers, Robert. . Internet Public Library 2 (IPL2). U. Michigan and Drexel U.   [2014-04-28]. （原始内容存档于2011-10-22）.
234. ↑  Donald (2001), p. 137.
235. ↑  Paludan, p. 116.
236. ↑  McPherson (1993), pp. 450–452.
237. ↑  Donald (1996), p. 424.
238. ↑  Paludan, p. 111.
239. ↑  Donald (2001), p. 424.
240. ↑  Cox, p. 182.
241. ↑  Nichols, pp. 210–232.
242. ↑  Donald (1996), pp. 501–502.
243. 1 2 3  Donald (1996), p. 471.
244. ↑  Schaffer, Jeffrey P. . Berkeley: Wilderness Press. 1999: 48. ISBN 0-89997-244-6.
245. ↑  Blue, p. 245.
246. ↑  Donald (1996), pp. 300, 539.
247. ↑  Donald (1996), pp. 586–587.
248. ↑  Donald (1996), p. 587.
249. ↑  Harrison (2000), pp. 3–4.
250. ↑  Donald (1996), pp. 594–597.
251. ↑  Donald (1996), p. 597.
252. ↑  Martin, Paul. . Smithsonian Magazine. Smithsonian Institution. 2010-04-08  [2014-04-27]. （原始内容存档于2011-10-20）.
253. ↑  Donald (1996), p. 599.
254. ↑  .   [2014-04-27]. （原始内容存档于2019-02-28）.
255. ↑  Donald (1996), pp. 598–599, 686.
256. ↑  Scott D. Trostel. .   [2012-11-20]. （原始内容存档于2013-07-12）.
257. ↑  Trostel, pp. 31–58.
258. ↑  Goodrich, pp. 231–238.
259. ↑  Douglas L. Wilson. . Random House Digital, Inc. 1999: 84  [2014-04-27]. ISBN 978-0-307-76581-9. （原始内容存档于2020-10-09）.
260. ↑  Carwardine (2003), p. 4.
261. ↑  Carwardine (1997), pp. 27–55.
262. ↑  On claims that Lincoln was baptized by an associate of Alexander Campbell, see Martin, Jim. . Restoration Quarterly. 1996, 38 (2)  [2014-04-27]. （原始内容存档于2012-10-19）.
263. ↑  Donald (1996), pp. 48–49, 514–515.
264. ↑  Mark A. Noll. . Wm. B. Eerdmans. 1992: 321–22  [2014-04-27]. （原始内容存档于2020-07-24）.
265. ↑  Donald (1996), pp. 48–49.
266. ↑  Grant R. Brodrecht, "Our country": Northern evangelicals and the Union during the Civil War and Reconstruction (2008) p. 40
267. ↑  Parrillo, pp. 227–253.
268. ↑  Wilson, pp. 251–254.
269. ↑  Wilson, p. 254.
270. ↑  Guelzo (1999), p. 434
271. 1 2  Abraham Verghese. . The Atlantic. 2009-05-20  [2015-06-29]. （原始内容存档于2014-04-13）.
272. ↑  Taranto, p. 264.
273. ↑  Densen, John V., Editor, Reassessing The Presidency, The Rise of the Executive State and the Decline of Freedom (Ludwig von Mises Institute, 2001), pgs. 1–32; Ridings, William H., & Stuard B. McIver, Rating The Presidents, A Ranking of U.S. Leaders, From the Great and Honorable to the Dishonest and Incompetent (Citadel Press, Kensington Publishing Corp., 2000).
274. ↑  Chesebrough, pp. 76, 79, 106, 110.
275. ↑  Schwartz (2000), p. 109.
276. ↑  Schwartz (2009), pp. 23, 91–98.
277. ↑  Havers, p. 96. Apart from neo-Confederates such as Mel Bradford who denounced his treatment of the white South.
278. ↑  Belz (2006), pp. 514–518.
279. ↑  Graebner, pp. 67–94.
280. ↑  Smith, pp. 43–45.
281. ↑  Boritt (1994), pp. 196, 198, 228, 301.
282. ↑  Harris, p. 2.
283. ↑  Randall (1947), p. 175.
284. ↑  Zilversmit, pp. 22–24.
285. ↑  Smith, p. 42.
286. ↑  Bennett, pp. 35–42.
287. ↑  Dirck (2008), p. 31.
288. ↑  Striner, pp. 2–4.
289. ↑  Cashin, p. 61.
290. ↑  Kelley & Lewis, p. 228.
291. ↑  Schwartz (2009), p. 146.
292. ↑  Donald (1996), p. 15.
293. ↑  Steven Spielberg, Doris Kearns Goodwin,  and Tony Kushner, "Mr. Lincoln Goes to Hollywood", Smithsonian (2012) 43#7 pp. 46–53.
294. ↑  Melvyn Stokes, "Abraham Lincoln and the Movies", American Nineteenth Century History 12 (June 2011), 203–31.
295. ↑  Dennis, p. 194.
296. ↑  . U.S. National Park Service.   [2014-04-27]. （原始内容存档于2011-10-23）.
297. ↑  . Abraham Lincoln Presidential Library and Museum.   [2014-04-27]. （原始内容存档于2011-10-25）.
298. ↑  . Ford's Theatre.   [2014-04-27]. （原始内容存档于2011-10-25）.
299. ↑  Barry Schwartz, Abraham Lincoln in the Post-Heroic Era: History and Memory in Late Twentieth-Century America  (2009)  pp. xi, 9, 24
300. ↑  Barry Schwartz, Abraham Lincoln in the Post-Heroic Era: History and Memory in Late Twentieth-Century America  (2009)  p. xi, 9